# 5e régiment d'infanterie (France)
Pour les articles homonymes, voir 5e régiment d'infanterie.
Le 5e régiment d'infanterie (5e RI) est un régiment d'infanterie de l'Armée de terre française créé sous la Révolution à partir du régiment de Navarre, un régiment français d'Ancien Régime, l'un des Six Grands Vieux.

## Création et différentes dénominations
- 1558 : création à partir des Bandes de Guyenne.
- 1569 : renommé régiment des Gardes du Roi de Navarre, dont la particularité est d'être un régiment protestant.
- 1589 : renommé régiment de Valirault à l'accession au trône de celui-ci. Le régiment se place parmi les 4 "Vieux" régiments de France (Picardie - Piémont - Navarre - Champagne).
- 1594 : renommé régiment de Navarre.
- 1776 : deux de ses bataillons forment le régiment d'Armagnac.
- 1777 : l'ordonnance du 16 février donne le numéro 3 au régiment de Navarre
- 1791 : à la Révolution française, tous les régiments sont renommés d’après leur spécialité, et reçoivent un numéro selon leur ancienneté. Le régiment de Navarre reçoit le nom de 5e régiment d'infanterie de ligne.
- 1794 : amalgamé il prend le nom de 5e demi-brigade de première formation
- 1796 : reformé en tant que 5e demi-brigade de deuxième formation
- 1803 : renommé 5e régiment d'infanterie de ligne.
- 1814 : pendant la Première Restauration, il est renommé régiment d'Angoulême.
- 1815 : pendant les Cent-Jours, il reprend son nom 5e régiment d'infanterie de ligne
- 16 juillet 1815 : Comme l'ensemble de l'armée napoléonienne, il est licencié à la Seconde Restauration.
- 11 août 1815 : création de la 11e légion de l'Aveyron et de la 24e légion de la Drôme. Incomplètes, ces 2 légions départementales fusionnent sous le nom de 5e légion de l'Aveyron et de la Drôme.
- 23 octobre 1820 : la 5e légion de l'Aveyron et de la Drôme est amalgamée et renommée 5e régiment d’infanterie de ligne .
- 1854 : il prend son nom définitif, 5e régiment d’infanterie.
- 1914 : à la mobilisation, il donne naissance au 205e régiment d'infanterie
- 10 décembre 1944 : reconstitution du régiment à partir de FFI
- 1997 : dissolution. Les compagnies sont reversées entre le 16e groupement de chasseurs, le 110e régiment d'infanterie et le régiment de marche du Tchad et quelques éléments au 526e régiment du train à Saint-Germain-en-Laye.

## Colonels/chefs de brigade
- 1562 : Antoine de Bourbon, roi de Navarre,
- 1569 : Henry IV
- 1573 : colonel de Pauliac,
- 1576 : colonel Jean de Beaumanoir, marquis de Lavardin (***),
- 1588 : colonel de Vignolles-La Hire,
- 1589 : colonel de Valirault,
- 1594 : colonel Pierre d'Escodeca baron de Boesse-Pardaillan,
- 1617 : colonel de Themines,
- 1621 : colonel de Frontenac,
- 1622 : colonel de Bury,
- 1628 : colonel de Tavannes,
- 1630 : colonel de Saint Simon,
- 1635 : colonel d'Avaugour,
- 1639 : colonel de Fors,
- 1640 : colonel de Saint Georges de Montglat,
- 1643 : colonel de Themines,
- 1647 : colonel Jean II d'Estrées (***),
- 1651 : colonel de Broutay,
- 1666 : colonel de Lavardin,
- 1670 : colonel de Caraman,
- 1673 : colonel d'Albert,
- 1677 : colonel de La Vieuville,
- 1680 : colonel de Souvre,
- 1683 : colonel de La Rochefoucauld, duc de La Rocheguyon,
- 1696 : colonel de Maulevrier,
- 1706 : colonel de Pionsac,
- 1709 : colonel de Gassion,
- 1714 : colonel de Montesson (**),
- 1719 : colonel de Rambure,
- 1740 : colonel de Mortemart,
- 1745 : colonel de Choiseul-Stainville,
- 1749 : colonel de Boufflers,
- 1751 : colonel de Choiseul-Beaupre,
- 1753 : colonel Louis Marie Florent de Lomont duc du Châtelet (**),
- 1761 : colonel Adrien Louis de Bonnières, comte puis duc de Guines (**),
- 1768 : colonel de Rochechouart,
- 1784 : colonel de Jerninghan,
- 1785 : colonel Victurnien Bonaventure de Rochechouart de Mortemart (**),
- 1791 : colonel François Charles Labbé de Vouillers, (*)
- 1792 : colonel Louis Charles de Guénand, (*)
- 1793 : colonel Lombard,
- 1794 : chef de brigade Bournot,
- 1796 : chef de brigade Edme Martin Bourdois de Champfort (*),
- 1797 : chef de brigade Louis Hyacinthe Le Feron (**),
- 1798 : chef de brigade Guillot,
- 1799 : chef de brigade François Antoine Teste (puis colonel en 1803) (*),
- 1806 : colonel Louis Auguste Marchand de Plauzonne (*), baron de Plauzonne,
- 1809 : colonel Jean-Ignace Roussille, baron de Pau.
- 1815 : colonel Charles-Philippe Leopold, baron von Leopold.
- 1815 : colonel de Capdeville,
- 1817 : colonel Foullon de Doue,
- 1819 : colonel Henri Jean Baptiste de Marguerye
- 1820 : colonel Nicolas Broussier (*),
- 1824 : colonel de Barbay,
- 1827 : colonel Mathieu de Boissac,
- 1828 : colonel Verdier,
- 1829 : colonel Colavier d'Albicy,
- 1830 : colonel Greard,
- 1840 : colonel Devaux,
- 1842 : colonel Roche,
- 11 décembre 1848 : colonel Adolphe de Monet (**),
- 1853 : colonel de Chambarlhac,
- 1858 : colonel Caubert,
- 1864 : colonel Boyer.
- 1872 : colonel Desandre,
- 1877 : colonel Brassery,
- 1879 : colonel Tramond,
- 1883 : colonel Livet,
- 1889 : colonel Guasco,
- 1891 : colonel Demasur,
- 1895 : colonel Villers,
- 1904 : colonel Paul Jean Foucart (*),
- 1906 : colonel Fumet,
- 1910 : colonel Adolphe Guillaumat (**).
- 1913  : colonel Ernest Lucien Doury[1] (†)
- 14 septembre 1914 : lieutenant-colonel Marie Maurice de Lardemelle[2] (†)
- 25 septembre 1914 : lieutenant-colonel Emile Nicolas Adolphe Bouteloupt[3] (†)
- 1917 : colonel Roustic,
- 1918 : colonel Boge.
- 1919 : colonel Renie,
- 1921 : colonel Maurier,
- 1922 : colonel Vary,
- 1927 : colonel Durrmeyer,
- 1930 : colonel Jamet,
- 1932 : colonel Georges Lestien (**),
- 1934 : colonel Vernillat,
- 1936 : colonel Vallet,
- 1938 : colonel Besse.
- 1940 : lieutenant colonel Berger,
- 1940 : colonel Lorand,
- 1941 : colonel Peragallo,
- 1941 : colonel Bel,
- 1942 : colonel de Foville,
- 1944 : colonel Emblanc,
- 1940[Comment ?] : colonel Le Bideau.
- 1946 : colonel Appolinaire-Esteux,
- 1947 : colonel Andoleko,
- 1948 : colonel Raguenet,
- 1949 : colonel Thomazo,
- 1950 : colonel Pellissier,
- 1951 : colonel  Busquet de Caumont,
- 1953 : colonel Gombeaud,
- 1955 : colonel Fayard,
- 1957 : colonel Legourd,
- 1959 : colonel Gaudeul,
- 1960 : colonel Berbain,
- 1962 : colonel Mariot,
- 1962 : colonel Jezequel,
- 1963 : colonel Martinelli,
- 1963 : colonel Couget,
- 1964 : colonel Beck,
- 1966 : colonel Leuba,
- 1968 : colonel Mordacq,
- 1970 : colonel Malbert,
- 1972 : colonel  Rodallec,
- 1974 : colonel Max Gaillard (**),
- 1976 : colonel Douceret (*),
- 1978 : colonel Pons,
- 1980 : colonel Tardy,
- 1982 : colonel de Castet,
- 1984 : colonel Hanotaux,
- 1986 : colonel de Lanlay,
- 1988 : colonel Baudoin,
- 1990 : colonel Gauthier,
- 1992 : colonel Dequen,
- 1995 : colonel Roques.

(*) Ces officiers sont devenus par la suite généraux de brigade ou équivalent.

(**) Ces officiers sont devenus par la suite général de division ou équivalent.

(***) Ces officiers sont devenus Maréchal de France

## Historique des garnisons, campagnes et batailles

### RévolutionetEmpire

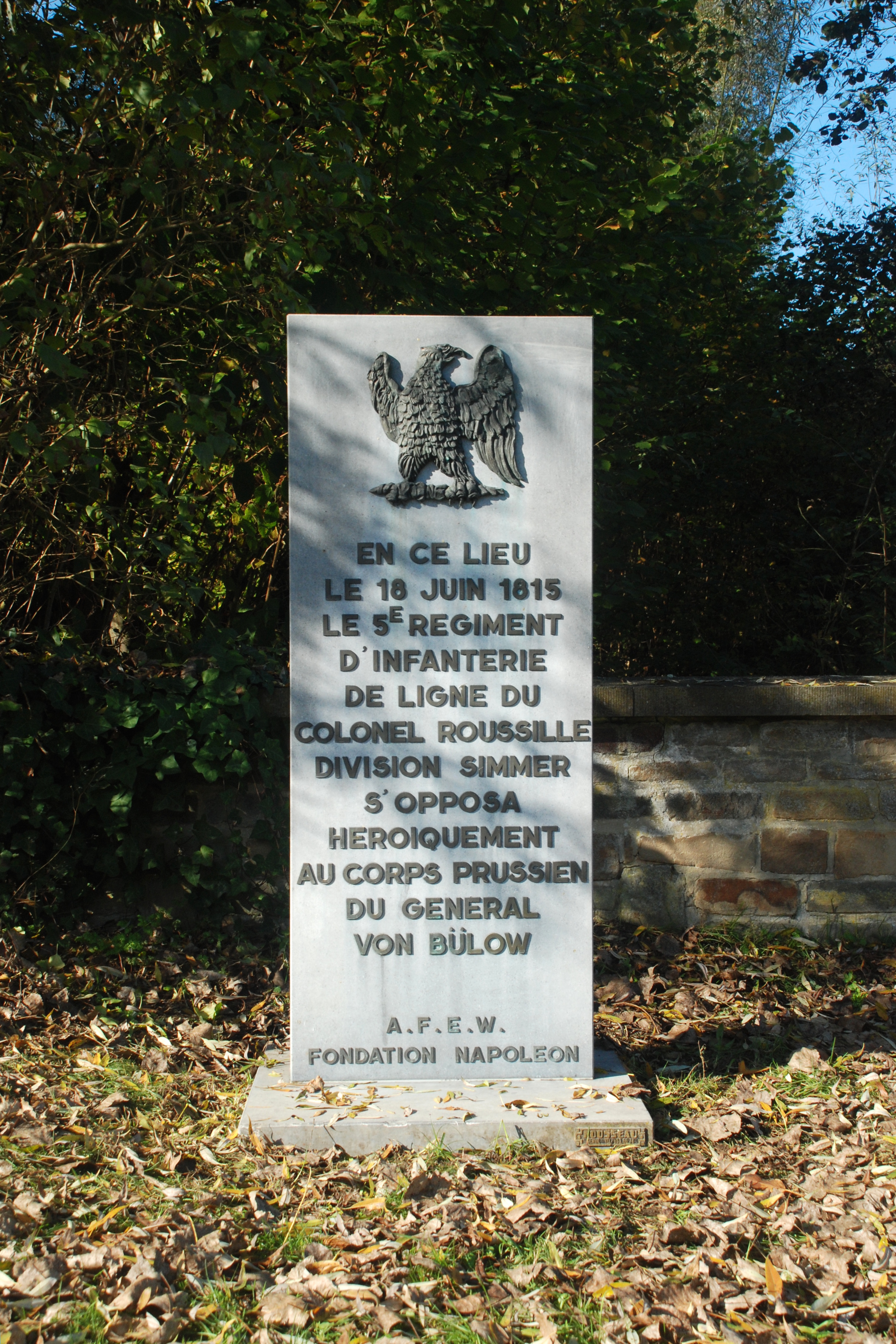
Stèle au 5e régiment d'infanterie de ligne à Waterloo.

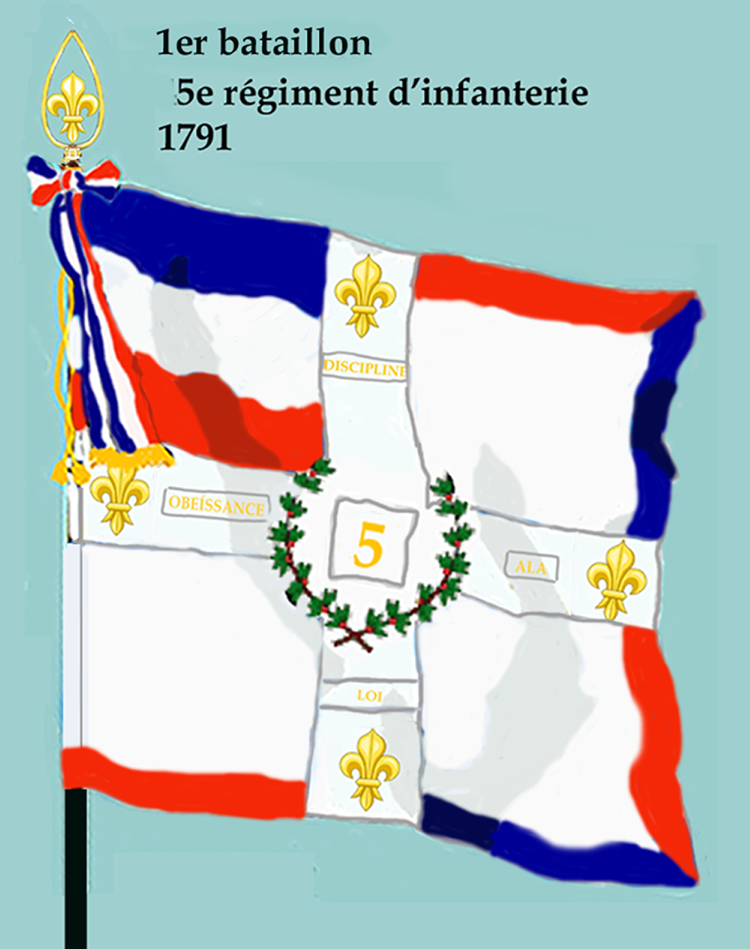
Drapeau du 1er bataillon du 5e régiment d'infanterie de ligne de 1791 à 1793
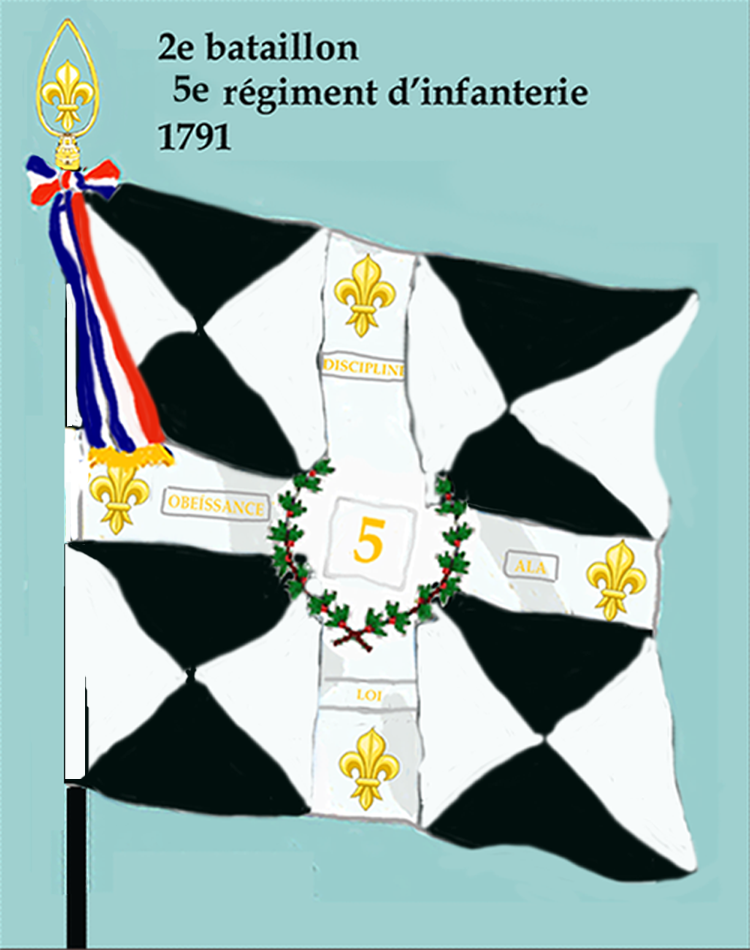
Drapeau du 2e bataillon du 5e régiment d'infanterie de ligne de 1791 à 1793

- 1791 : en garnison à Rouen.
- 1792 : Marcon, Valmy et Jemmapes. En garnison à Valenciennes, 1er décembre 1792 : Armée de la Moselle, expédition de Trèves
- 1793 : Armée de Belgique, Lannoy et Hondschoote. Stationné dans les Flandres.

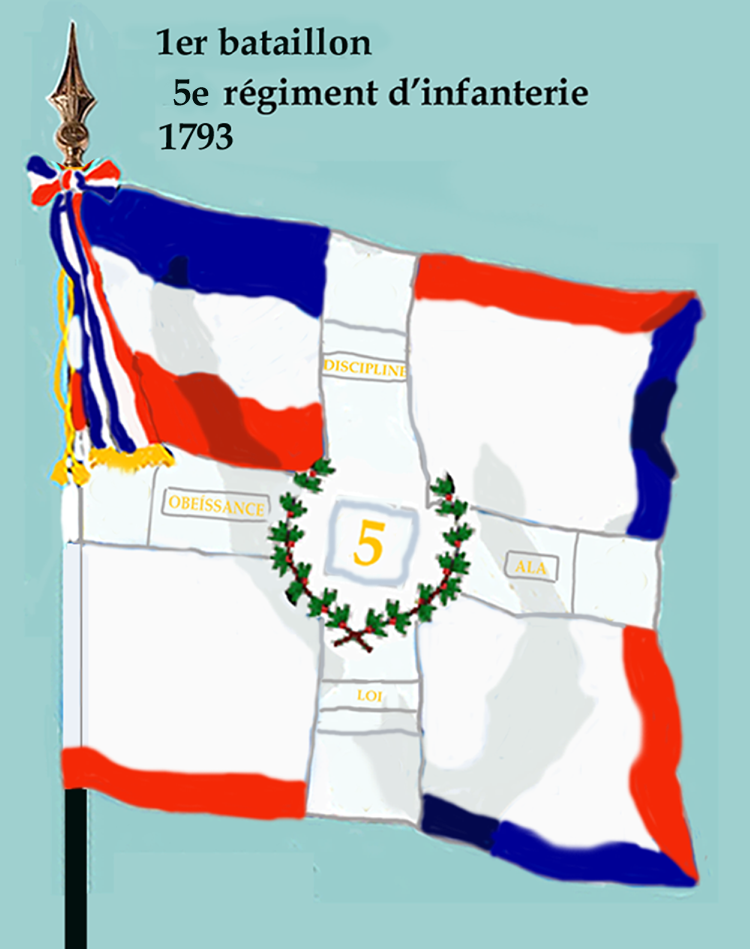
Drapeau du 1er bataillon du 5e régiment d'infanterie de ligne de 1793 à 1804
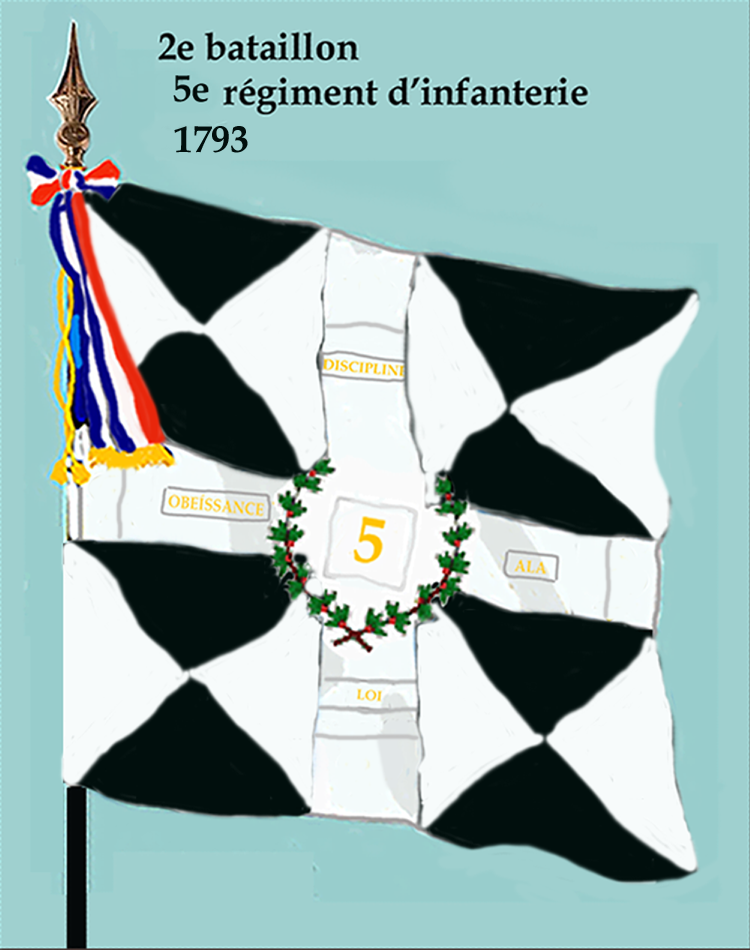
Drapeau du 2e bataillon du 5e régiment d'infanterie de ligne de 1793 à 1804

- 1794 : Armée du Nord
  - Siège du Quesnoy, Fleurus, Kaiserlautern et Eselsfurth. Stationné sur le Rhin.
  - Lors du premier amalgame création de la 5e demi-brigade de première formation, formée des :
    - 1er bataillon du 3e régiment d'infanterie (ci-devant Piémont)
    - 1er bataillon de volontaires du Doubs
    - 4e bataillon de volontaires de la Seine-Inférieure
- 1796 : 
  - Reformé en tant que 5e demi-brigade de deuxième formation avec les :
    - 146e demi-brigade de première formation (2e bataillon du 79e régiment d'infanterie (ci-devant Boulonnais), 1er bataillon de volontaires de la Côte-d'Or et 8e bataillon de volontaires de l'Isère)
    - 193e demi-brigade de première formation (1er bataillon du 109e régiment d'infanterie (ci-devant La Martinique et ci-devant La Guadeloupe), 1er bataillon de volontaires de l'Yonne et 3e bataillon de volontaires de la Seine-Inférieure)
    - 1er bataillon de la 11e demi-brigade légère de deuxième formation (3e bataillon de chasseurs (ci-devant Royaux-Corses), 2e bataillon de chasseurs révolutionnaires, bataillon de chasseurs des Hautes-Alpes),[4]

  - Lonato, Castiglione et siège de Mantoue. Stationné en Italie.
- 1797 : Cimbras
- 1799 : Pastrengo, bataille de Magnano et bataille de La Trébie. Fin 1799 : stationné en Belgique.
- 1803 : Armée d'Italie.

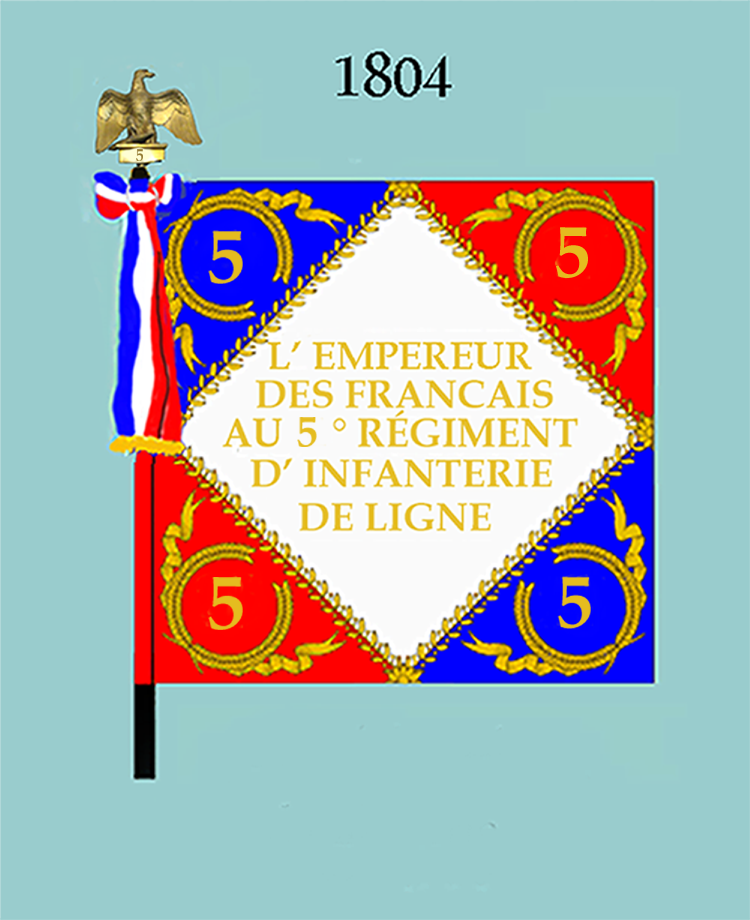
Drapeau modèle de 1804 (avers)
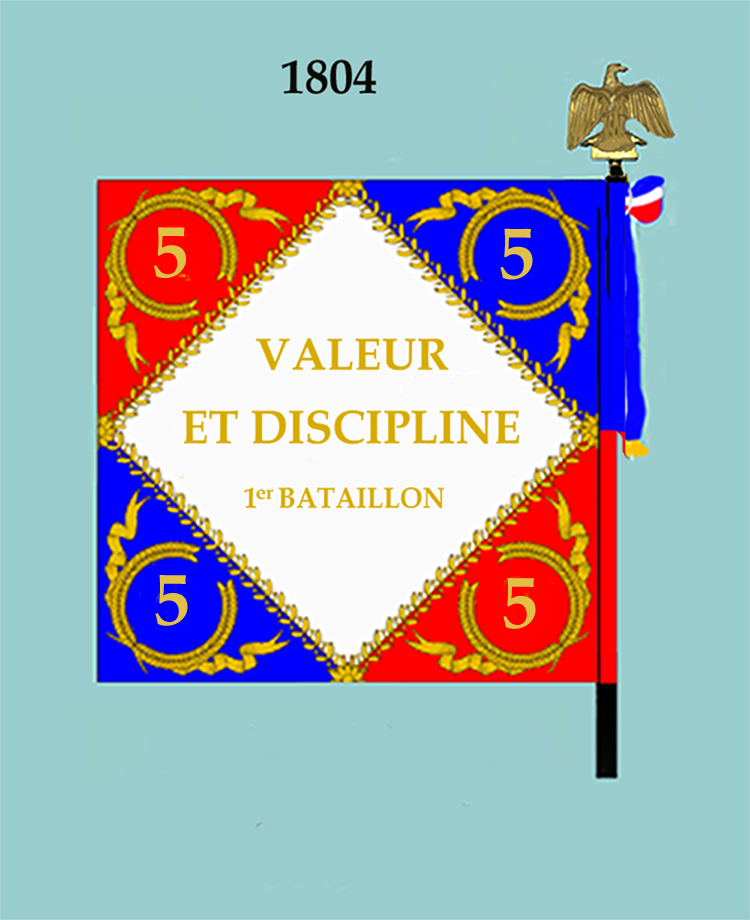
Drapeau modèle de 1804 (revers)

- 1804 : stationné dans le Piémont.
- 1805 : bataille de Caldiero.
- 1806 : campagnes de Dalmatie, Monténégro et Bergato. Stationné en Dalmatie
- 1809 : Sicile, Malghiera, Ervenich, Gospic, Wagram, Znaim, Lavacca et Meran. Stationné en Allemagne.
- 1810 : envoyé en Espagne.
- 1811 : Figueras et Moncado.

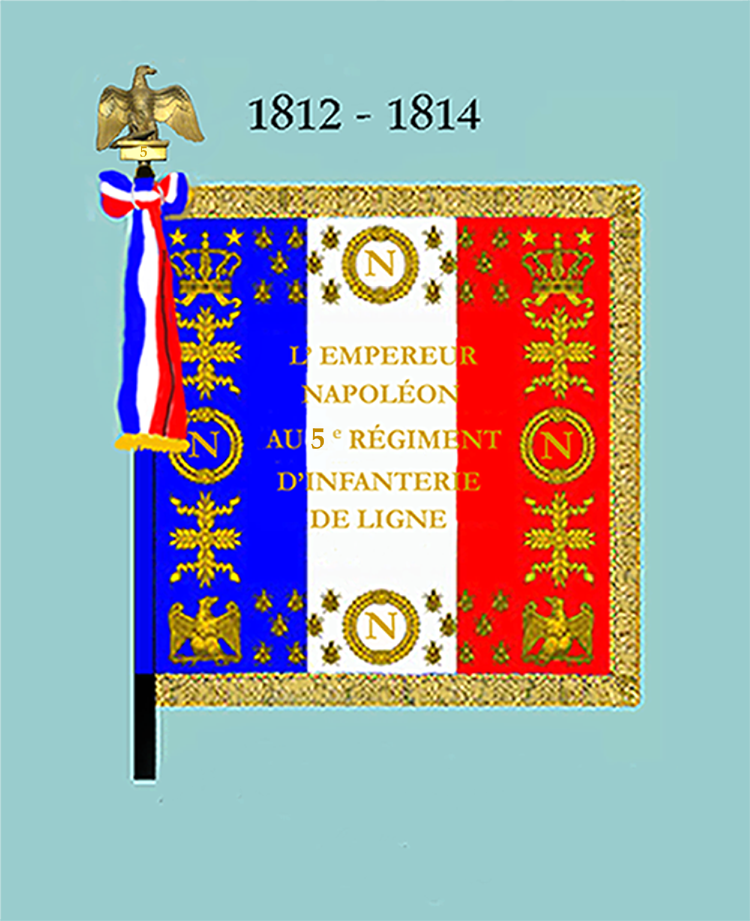
Drapeau modèle de 1812 (avers)
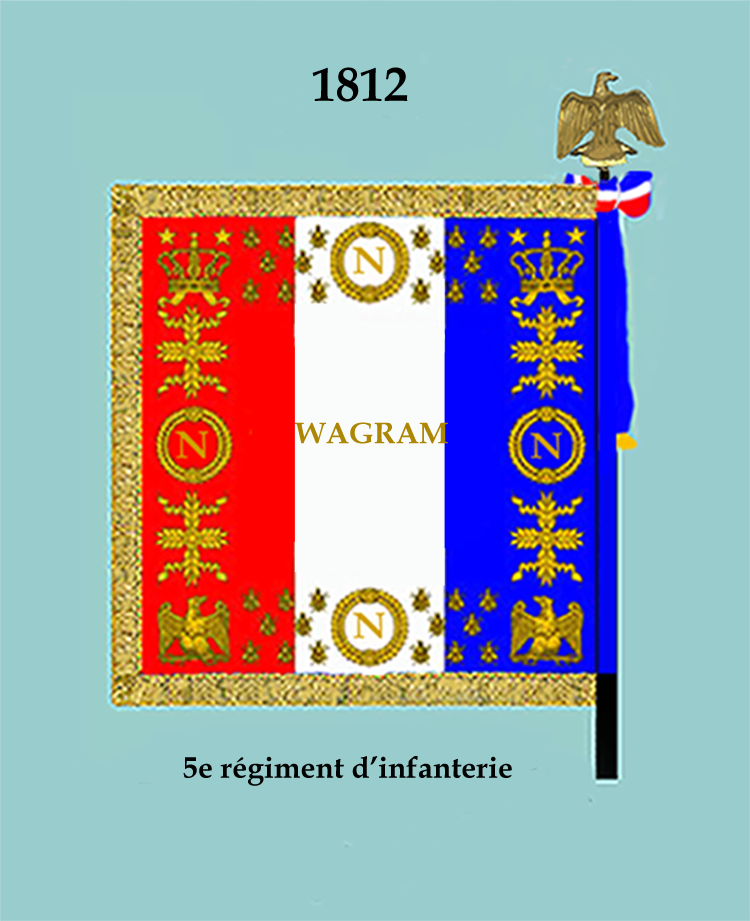
Drapeau modèle de 1812 (revers)

- 1812 : Olot, Saint-Vincent, Carriga et Vich.
- 1813 : Bisbal et Barcelone.
- 1813 : Lützen, Wurschen, Dresde, Torau et Leipzig.
- 1814 : Belfort, Saint-Julien et Villeseneuse. Garnison à Grenoble.

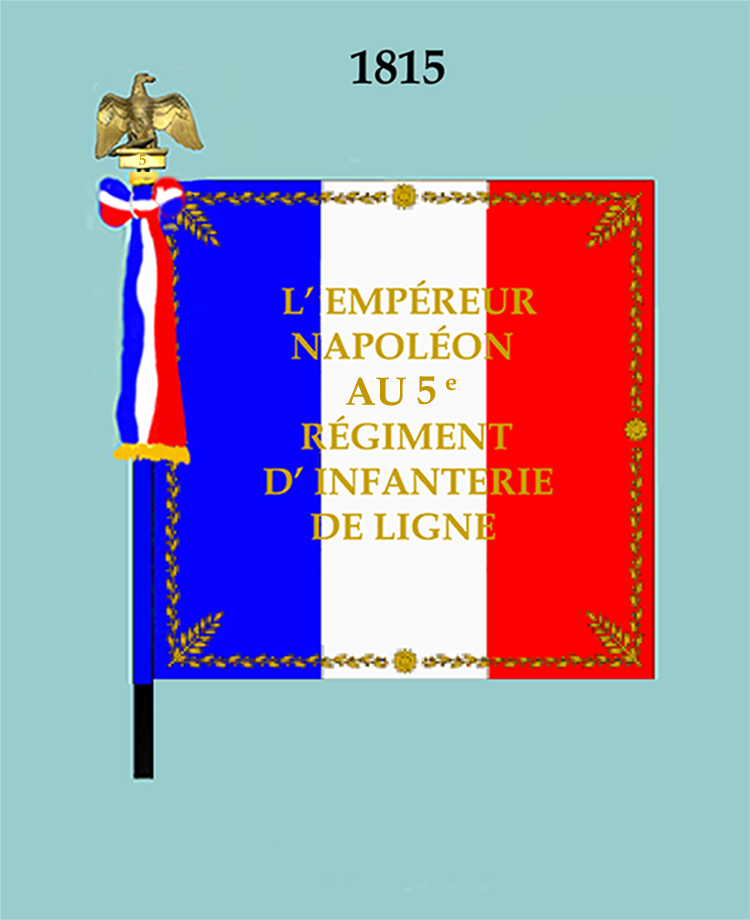
Drapeau modèle de 1815 (avers)
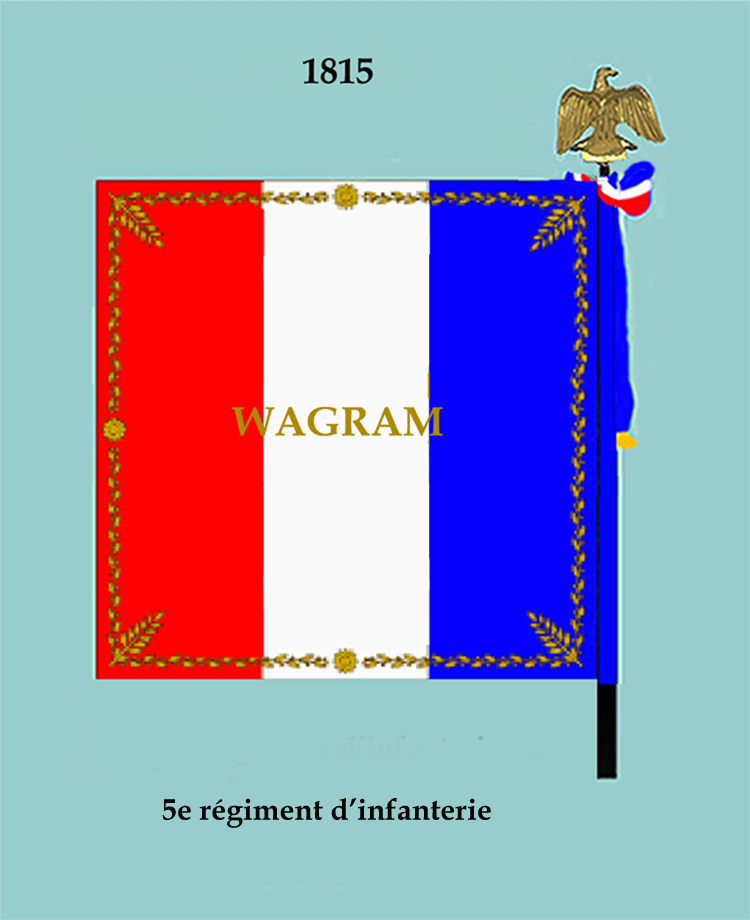
Drapeau modèle de 1815 (revers)

- 1815 : le 5e RI est le premier régiment à se rallier à Napoléon (épisode de la prairie de la Rencontre : « Y a-t-il ici quelqu'un qui veuille tirer sur son Empereur ? Me voici ! »). Le régiment participe à la campagne de Belgique, lors de la bataille de Waterloo il se trouve sur l'aile gauche française et affronte les Prussiens du général Friedrich Wilhelm Bülow von Dennewitz, puis participe à la bataille de Belfort.

### 1815 à 1852
- 1822 : garnison à Lyon
- 1823 : guerre d'Espagne : défense et bataille du fort de San-Fernando, blocus de Figuières, combats sous Pampelune, de Llado et de Liers.
- 1824 : garnison à Perpignan
- 1827 : garnison à Grenoble
- de 1828 à 1844 : 16 changements de garnison entre Pau (2 fois), Paris (2), Bayonne (2), Valence, Givet, Lille, Calais, Arras, Rennes, Vannes, Angers, Toulouse et Perpignan (1).
- 1830 : Une ordonnance du 18 septembre créé le 4e bataillon et porte le régiment, complet, à 3 000 hommes[5].

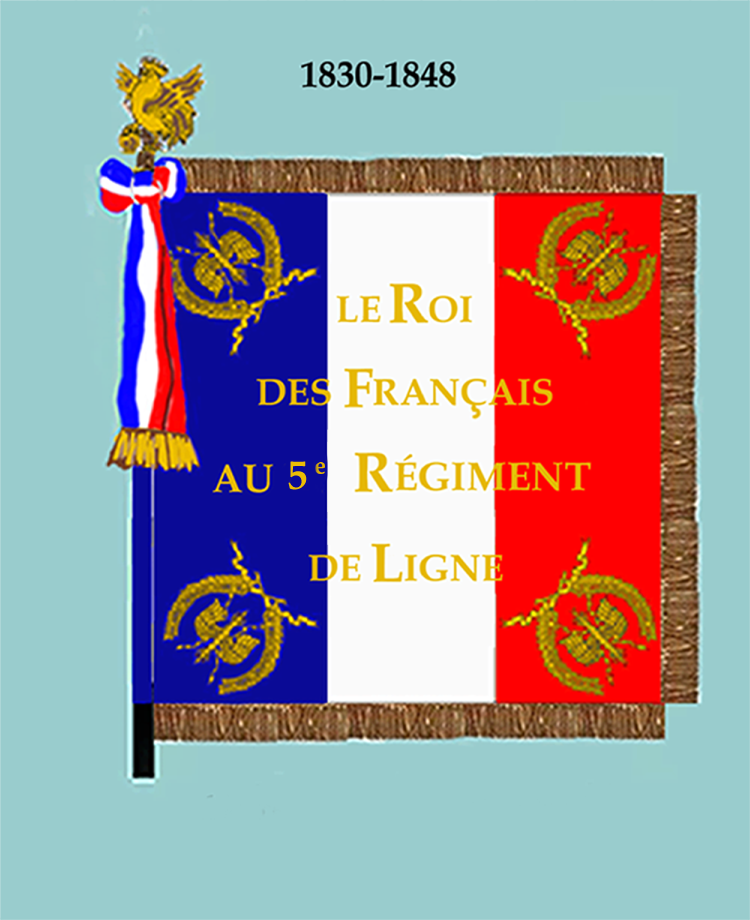
Drapeau de 1830 à 1848 (avers)

- Entre 1830 et 1832 : Il prend part à la révolution de Juillet 1830 contre les insurgés à la révolution belge, la campagne des Dix-Jours et siège et la prise de la citadelle d'Anvers.
- de 1846 à 1851 : stationné en Algérie : Oran, Tlemcen, Mostaganem, puis de nouveau Oran. Guerre d'escarmouche avec les troupes d'Abd el-Kader. Son dépôt était à Alès.

### Second Empire

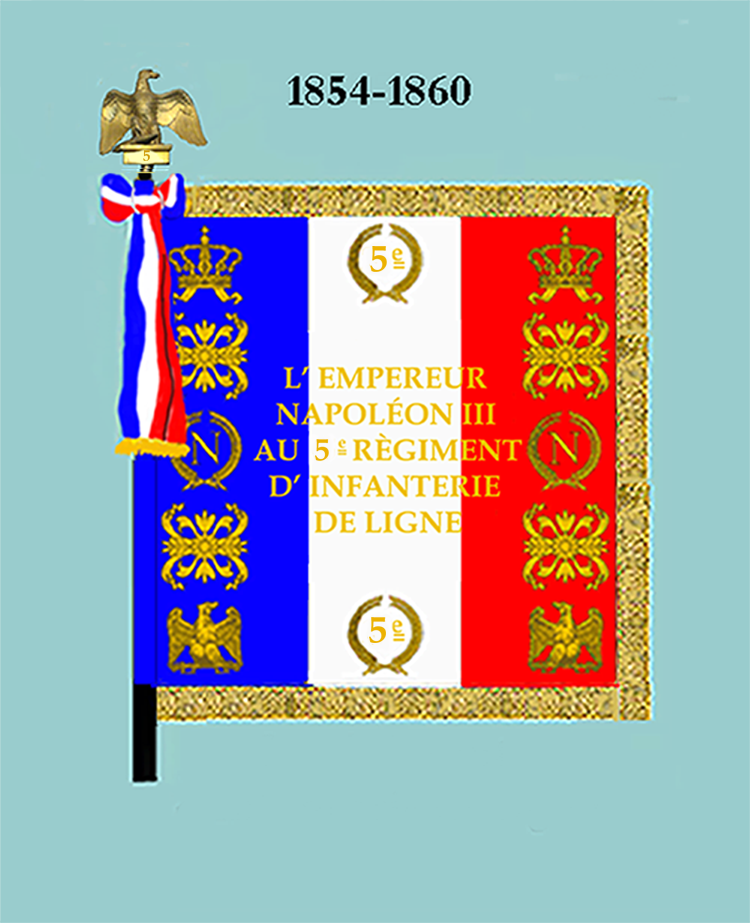
Drapeau de 1854 à 1860 (avers)

- De 1851 à 1869 : de retour en France, en garnison à Toulon (4 fois), Tours (2), Bastia (2), Lyon (2), Charenton, Paris, Ambleteuse, Blois et Nice (1).
- Par décret du 2 mai 1859, le 5e régiment d'infanterie fourni 1 compagnie pour former le 102e régiment d'infanterie de ligne.
- 1860-1861 : Expédition française en Syrie[6].

Au début de l'année 1870 il est en garnison à Toulon puis, lors de la guerre franco-allemande de 1870, le régiment est présent à la bataille de Sedan ou il est fait prisonnier.
Le dépôt du 5e de ligne, resté à Toulon, forme de nombreux détachements qui partent former des régiments de marche :
- le 4e bataillon, qui part le 22 août former le 22e de marche,
- la 8e compagnie du 2e bataillon, qui part fin août former le 34e de marche,
- la 8e compagnie du 3e bataillon, qui part en septembre former le 30e de marche,
- la 1re compagnie de dépôt, qui part en octobre former le 39e de marche,
- les 2e et 3e compagnies de dépôt, qui partent en octobre former le 42e de marche,
- la 4e compagnie de dépôt, qui part en novembre former le 59e de marche (régiment qui sera renforcé par un détachement de 500 hommes du 5e de ligne en décembre),
- les 5e et 6e compagnies de dépôt, qui partent en décembre former le 62e de marche,
- la 7e compagnie de dépôt, qui part en décembre former le 70e de marche,
- la 8e compagnie de dépôt, qui part en décembre former le 71e de marche,
- la 9e compagnie de dépôt, qui part en janvier 1871 former le 82e de marche,
- la 10e compagnie de dépôt, qui part en janvier 1871 former le 87e de marche.

### 1871 à 1914

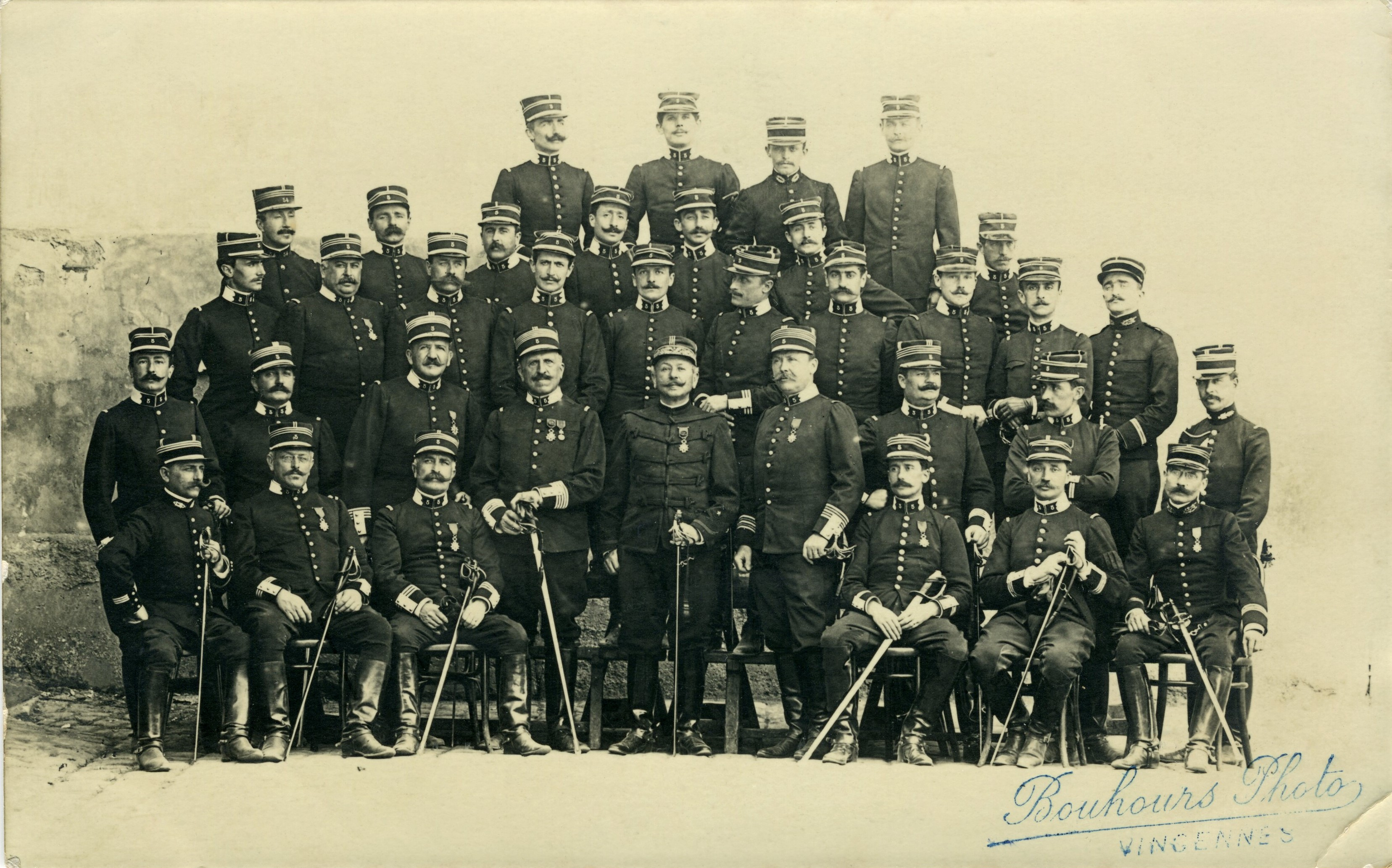
Un groupe d'officiers du 5e RI ou du 5e Dragons au début du siècle.

En 1871, deux bataillons du régiment participent à la reprise de Paris tenue par la Commune de Paris lors de la Semaine sanglante.

Après ces évènements il est envoyé  en garnison au Havre.
- De 1874 à 1900 : le régiment tourne entre 2 garnisons principales : Caen (7 fois) et Paris avec 1 bataillon de dépôt à Falaise (9).

Lors de la réorganisation des corps d'infanterie de 1887, le régiment fourni un bataillon pour former le 162e régiment d'infanterie.
- De 1900 à 1925 : le régiment est en garnison à Paris, son bataillon de dépôt se trouvant à Falaise.

### Première Guerre mondiale

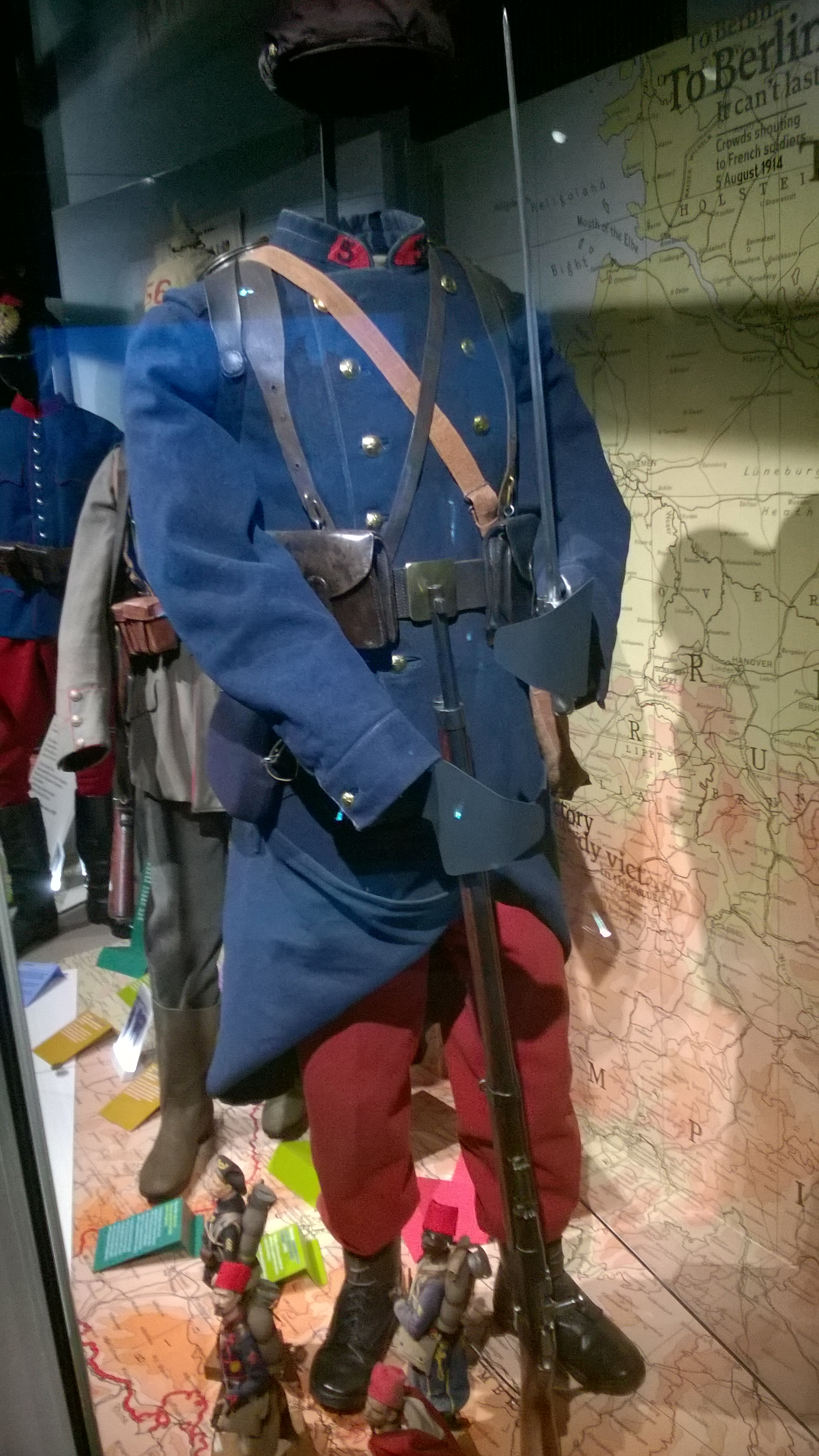
Uniforme de 1914 du 5e RI

#### Affectation
- 1914 ; casernement : en garnison à Paris, compagnie de dépôt stationnée à Falaise

- 6e Division d'Infanterie d'août 1914 à mai 1917

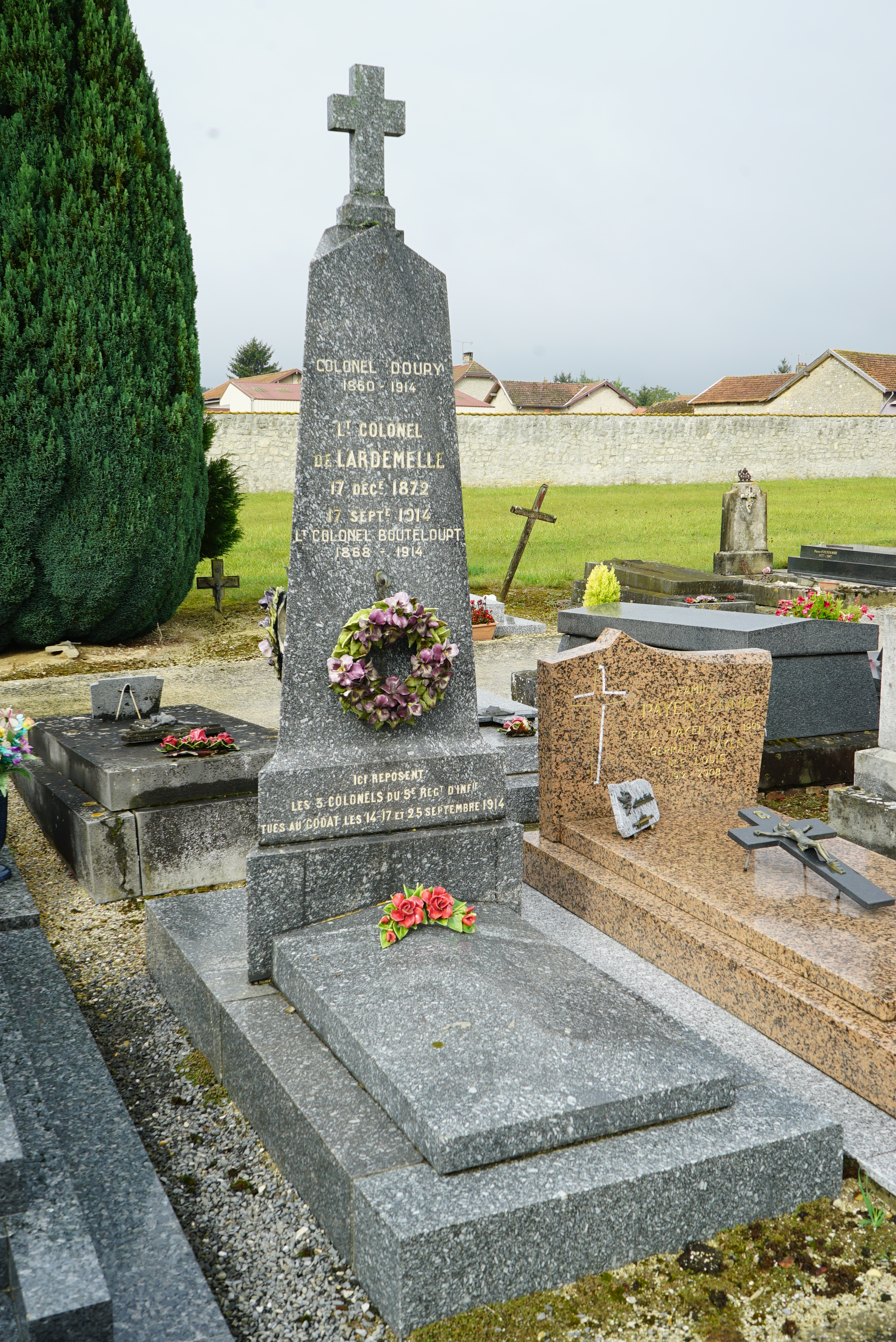
Hermonville, stèle aux trois colonels tombés pour la France.

- 5e Division d'Infanterie de mai 1917 à novembre 1918.

#### 1914
- Bataille des Frontières :
  - Le 24 août : Bataille de Charleroi ;
  - Le 29 août : Bataille de Guise.
- Du 5 au 12 septembre : Bataille de la Marne.
- Septembre - décembre : secteur de l'Aisne.

#### 1915
- janvier - avril : secteur de l'Aisne.
- mai - octobre : bataille de l'Artois de mai, bataille de l'Artois d'automne.
  - cote 140,
  - crête de Vimy (9 mai).

#### 1916
- avril - mai : Bataille de Verdun, Douaumont et Vaux.
- juin - novembre : secteur de la Woëvre.
- décembre : Verdun, secteur de Bezonvaux et de Tavannes.

#### 1917
- secteur de l'Aisne.

#### 1918
- juillet - septembre : Bataille de l'Aisne, Oulchy-le-Château.
- septembre - octobre : secteur des Flandres, Thielt, Bataille de la Lys.

### Entre-deux-guerres
- 1926 : en garnison au Mans
- de 1929 à 1939 : en garnison à la Caserne Charras de Courbevoie (état-major et 1re Cie), Paris (2e Cie) et Coulommiers (3e Cie)[réf. nécessaire].

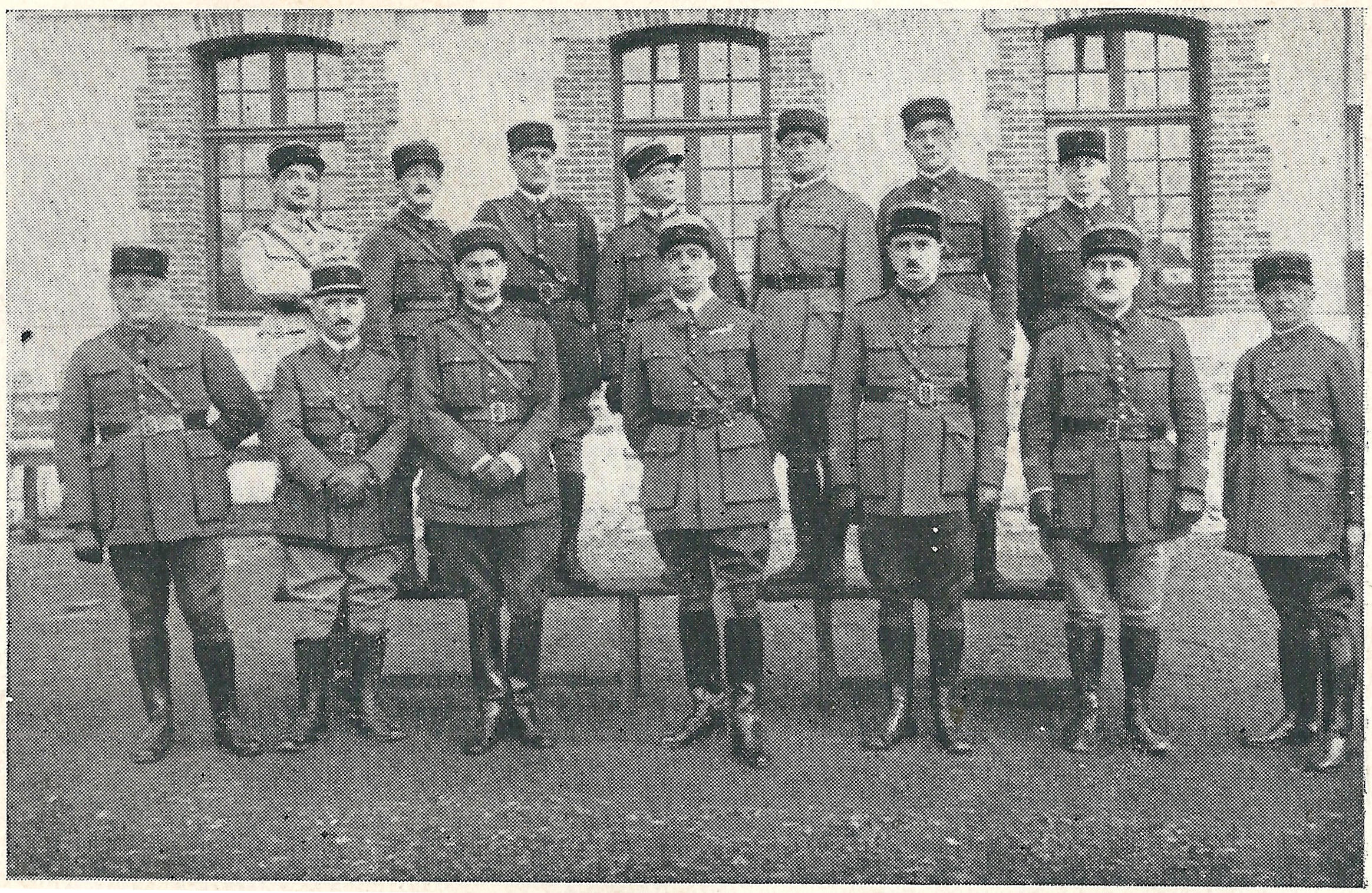
Le chef de bataillon de Lattre avec ses officiers en 1928 à Coulommiers.
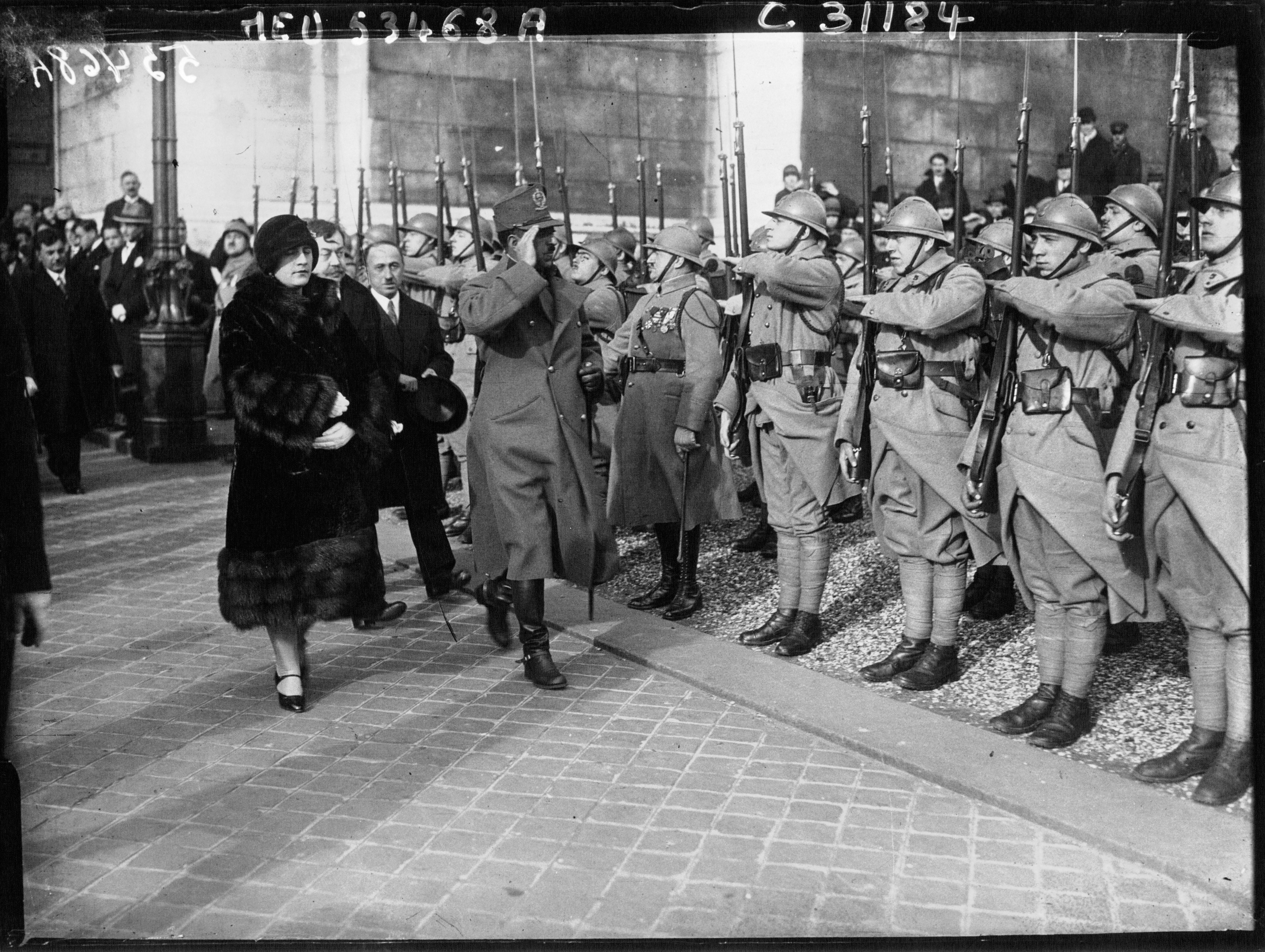
Des soldats du 5e RI rendent les honneurs au roi d'Afghanistan Amanullah Khan en 1928 à Paris.
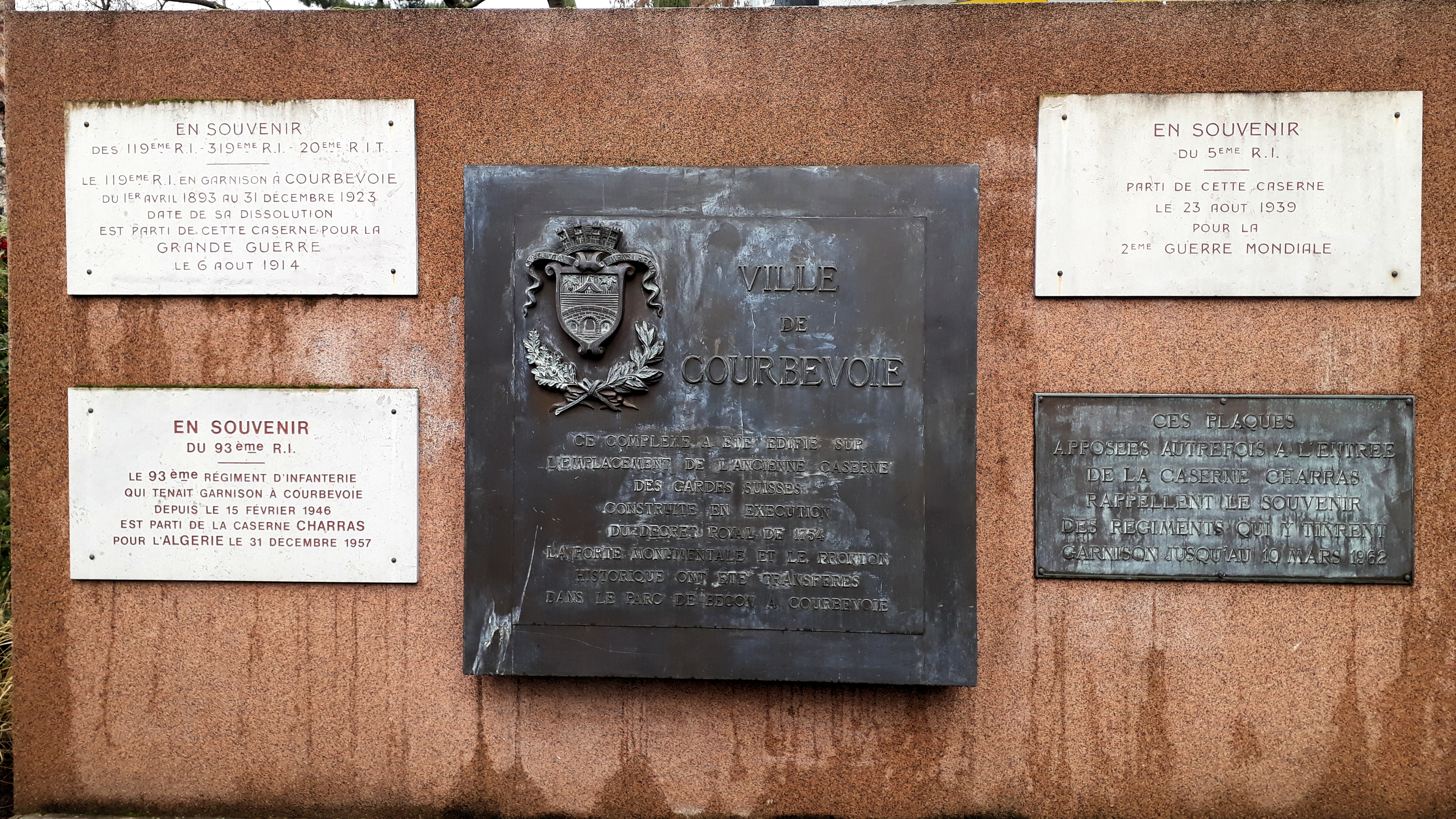
Plaques commémoratives en souvenir des régiments de Courbevoie, dont le 5e RI, devant le centre commercial Charras (en 2018).

### Seconde Guerre mondiale
Campagne de 1939-1940
En 1939, le 5e RI est un régiment d'active de type nord-est aux ordres du lieutenant colonel Berger. Concentré à la Caserne Charras à Courbevoie, il appartient à la 10e DI et est mis sur pied par le centre mobilisateur d'infanterie no 211 de Paris-Coulommiers. Il vient se battre glorieusement sur l'Aisne, à Vieux-lès-Asfeld, et est cité à l'ordre de l'Armée.
Armée d'armistice

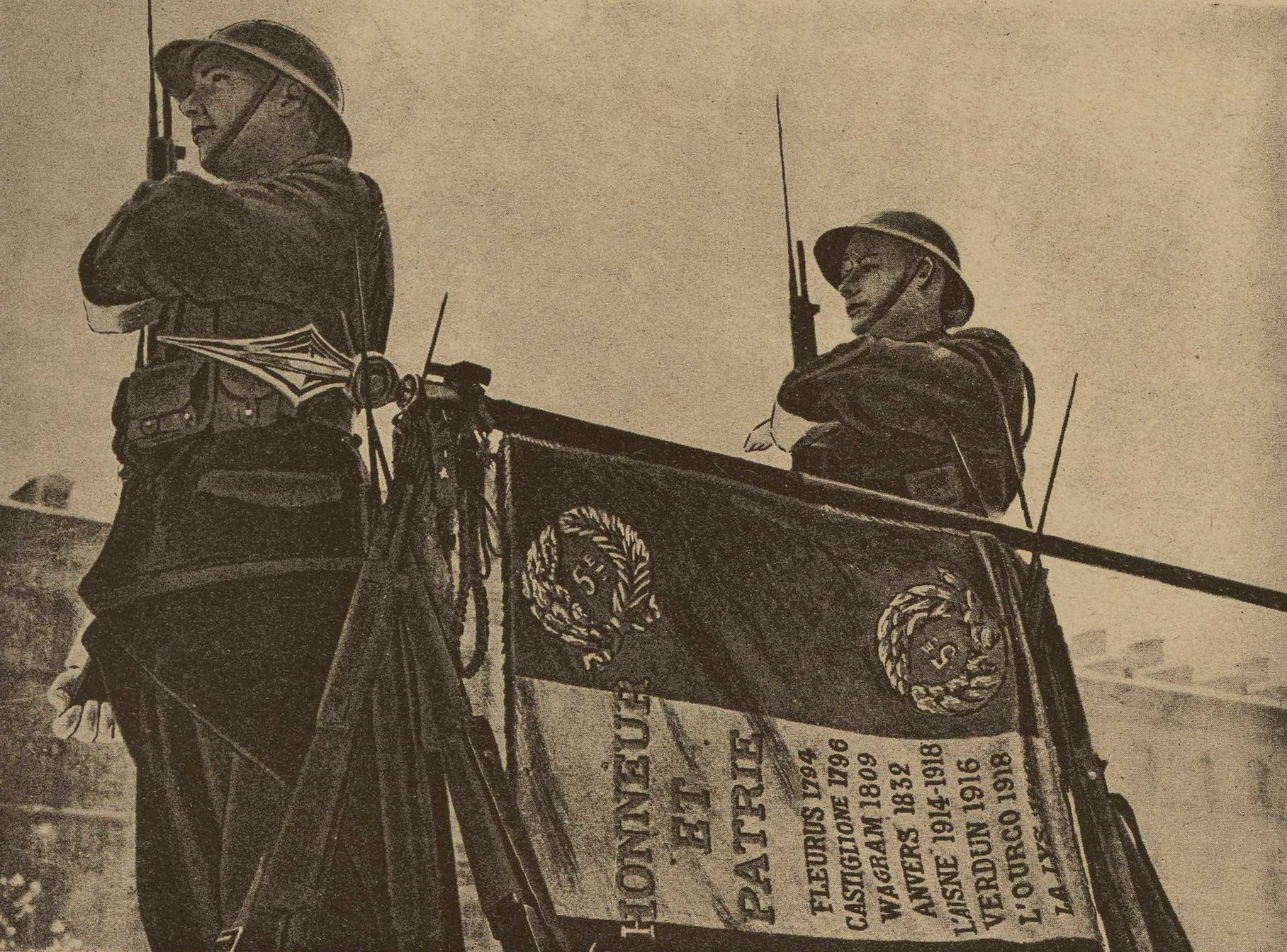
Garde du drapeau du 5e RI sous Vichy.

De 1941 à fin 1942 il reste l'un des rares régiments à ne pas être dissous. Ses effectifs sont répartis en 2 garnisons à Saint-Étienne et Roanne. Lors de l'invasion de la zone libre, il sauve son drapeau et une partie des effectifs rejoint la résistance dans le Massif central.
Campagne de libération
L'unité se reforme à partir du 25 août 1944 sous le nom de 5e demi-brigade d'infanterie puis redevient le 10 décembre le 5e RI. À nouveau en garnison à Paris, le régiment qui comprend quatre bataillons est constitué avec des unités FFI et des FTP ayant participé à la libération de Paris :
- bataillon de commandement : ex bataillon 2/22, constitué des groupes Foch et Lyautey (Paris XIXe et Alfortville),
- 1er bataillon : ex-bataillon 3/22, provenant du bataillon Médéric constitué d'effectifs de Vengeance,
- 2e bataillon : ex-bataillon 24/22, issu des XVIIIe et XIVe arrondissement et d'un bataillon de cheminots,
- 3e bataillon : ex-bataillon 13/22, de provenance diverses (Pierrefite, Saint-Denis, Hôtel de Ville, maquis de la Loire, groupe libération).

Ses effectifs sont alors de 3 500 hommes (125 officiers, 515 sous officiers et 2 860 hommes de troupe). Il est rattaché à la 10e DI du général Billotte.
Dès janvier, le régiment se bat dans les Vosges au sein de la 1re armée française et notamment lors des opérations de réduction de la poche de Colmar. Affecté au Détachement d'armée de l'Atlantique, le régiment fait ensuite mouvement vers l'ouest mais l'armistice ne lui permet pas d'intervenir sur les poches de l'Atlantique.

### De 1945 à nos jours
- Entre 1945 et 1955 : le régiment fait partie de l'armée d'occupation en Allemagne et est stationné à Coblence.
- Entre 1955 et 1962 : il participe aux opérations de maintien de l'ordre en Afrique du Nord, d'abord au Maroc (1955-1958) puis en Algérie (1958-1962).
- 1964 : il rejoint sa garnison définitive à Beynes dans les Yvelines.
- 1979 : il intègre la 2e DB et devient un régiment mécanisé sur AMX-13 VCI puis sur AMX-10 P.
- 1994 : le régiment reçoit la mission de mettre sur pied le bataillon d'infanterie-escorte de Bihać (BIB4) en ex-Yougoslavie. A ce titre, le régiment envoie 3 compagnies, dont la CCS et la 1re Cie (à Coralici) et la 2e Cie (à Bihac), en mai et octobre 1994.
- Le 5e RI, commandé par le colonel Pierre Roques, a été dissous le 1er juillet 1997 et son drapeau a été reversé à l'hôtel des Invalides, au musée de l'Armée. Ses compagnies ont été réparties entre le 16e bataillon de chasseurs, le 110e RI (compagnies mécanisées), le régiment de marche du Tchad (compagnie antichar située à Noyon dans l'Oise). Son souvenir est véhiculé par l'association Navarre Sans Peur, présidée par le lieutenant-colonel de la Réserve Citoyenne Jean-Thierry Guilleré-Delangre depuis 2011.
- En 2013, il est étudié sérieusement la recréation du 5e en tant qu'unité de réserve d'Île-de-France, mais c'est finalement le 24e bataillon d'infanterie qui est recréé à Vincennes.
- En 2017, il est envisagé le transfert de son drapeau et de ses traditions à l'un des Centres de formation initiale des militaires du rang, ainsi qu'au Groupement de soutien de base de défense de Versailles. Cette fois encore, l'opération échoue et le 5e RI ne fait pas partie des unités finalement sélectionnées.
- En 2018, le 5e RI est un candidat sérieux pour la double appellation du Groupement de recrutement et de sélection de Vincennes (GRS-IDF). Le 5e RI est une nouvelle fois écarté, cette fois-ci au profit de la recréation du 8e groupe de chasseurs (car ce dernier fut créé à Vincennes).

## Traditions

### Devise
"Navarre sans peur"

### Insigne

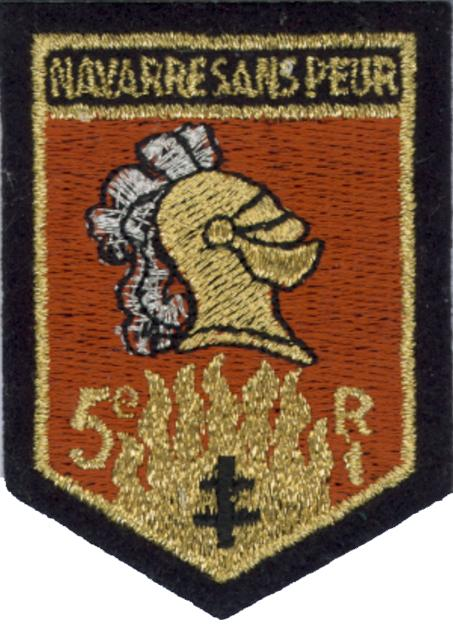

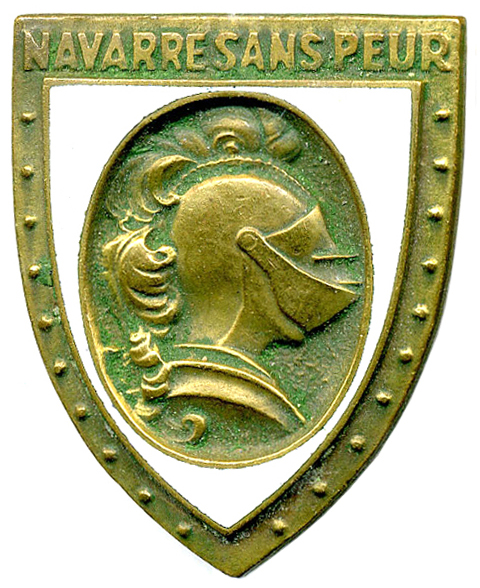
5e RI, type 2.
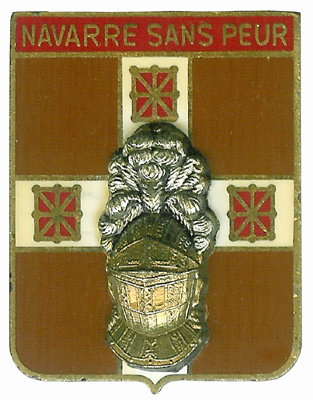
5e RI, type 3.
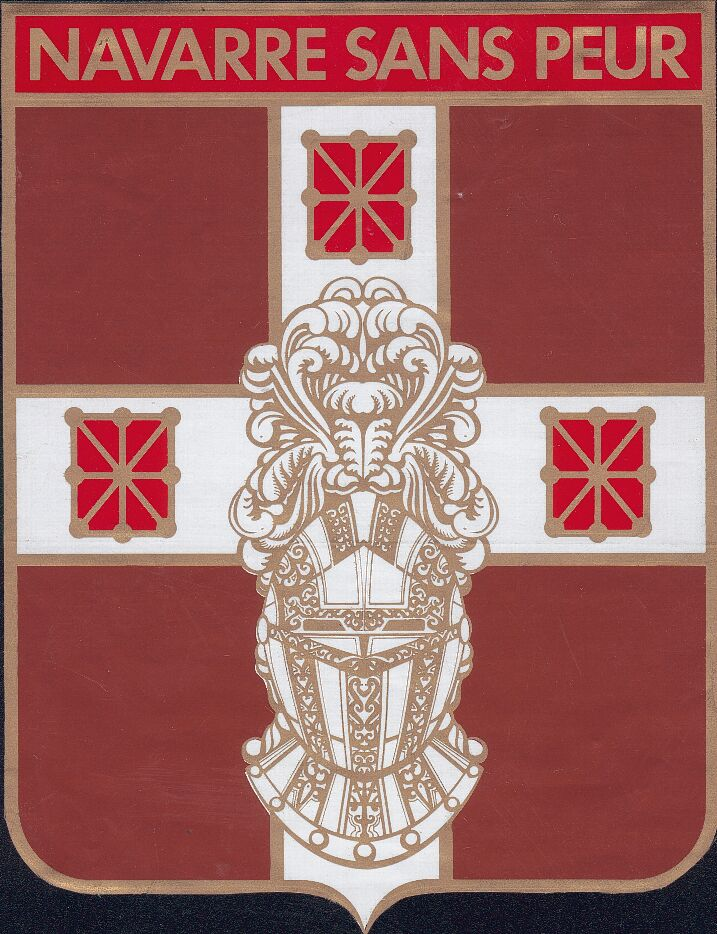
5e RI, type 3 variante.
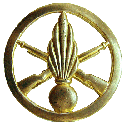
Insigne de béret de l'infanterie.

### Drapeau

#### Inscriptions
Il porte, cousues en lettres d'or dans ses plis, les inscriptions suivantes, :
- Valmy 1792
- Fleurus 1794
- Castiglione 1796
- Wagram 1809
- Anvers 1832
- L'Aisne 1914-1918
- Verdun 1916
- L'Ourcq 1918
- La Lys 1918
- AFN 1952-1962

#### Uniformes et drapeaux sous l'ancien régime

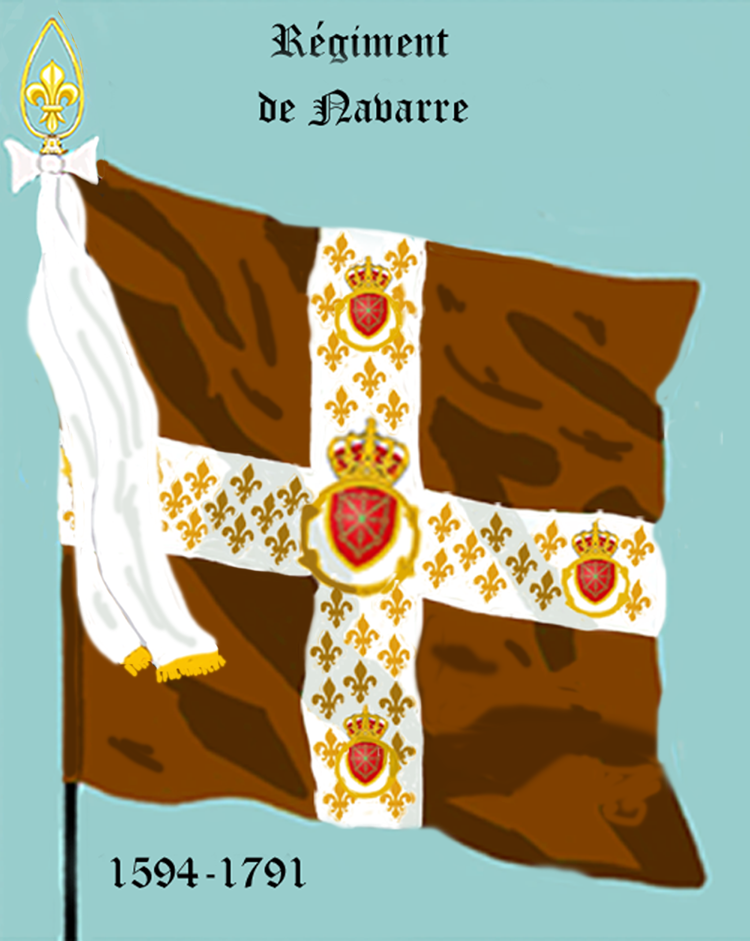
Drapeau du Régiment Valirault et Navarre.
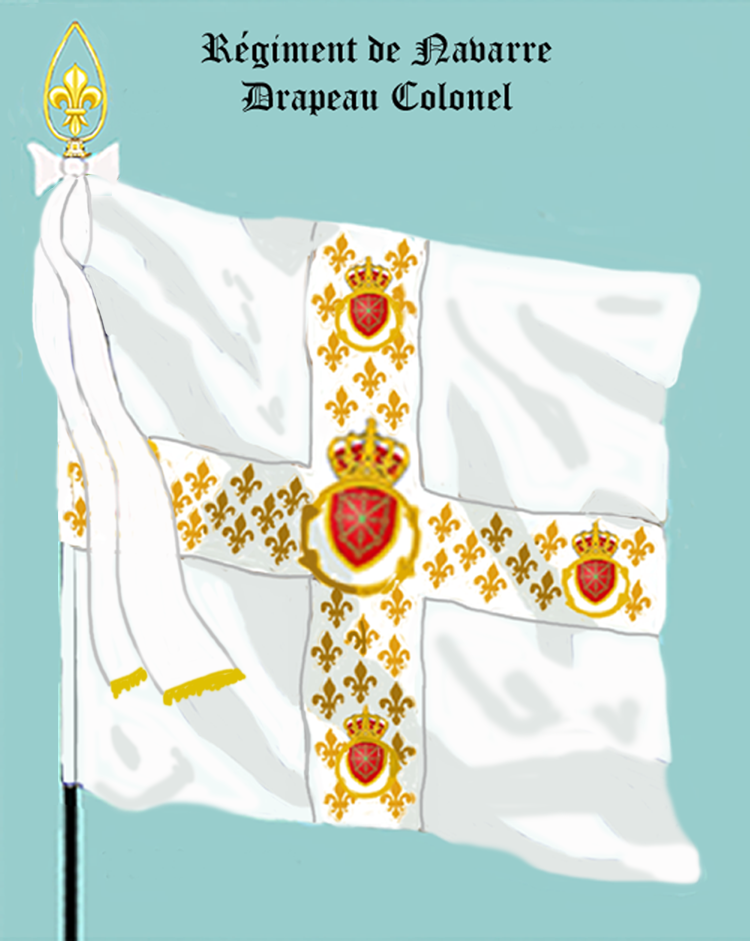
Drapeau colonel.
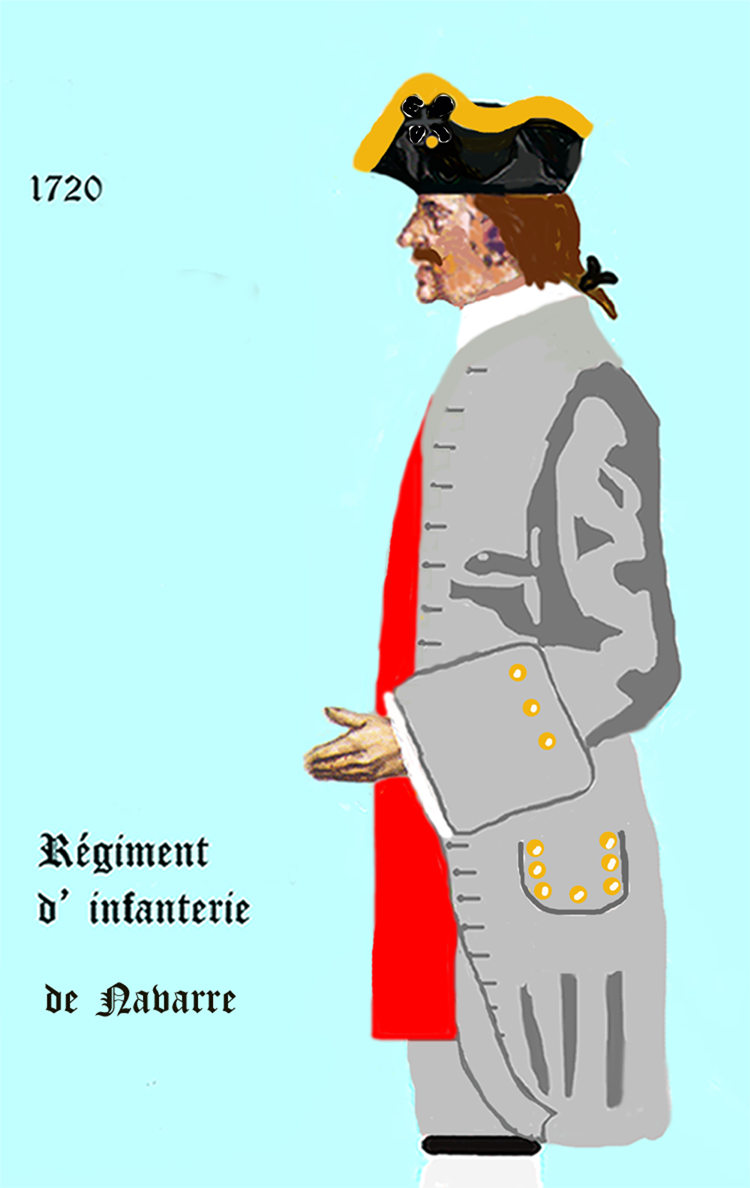
Uniforme du régiment de Navarre de 1720 à 1734.
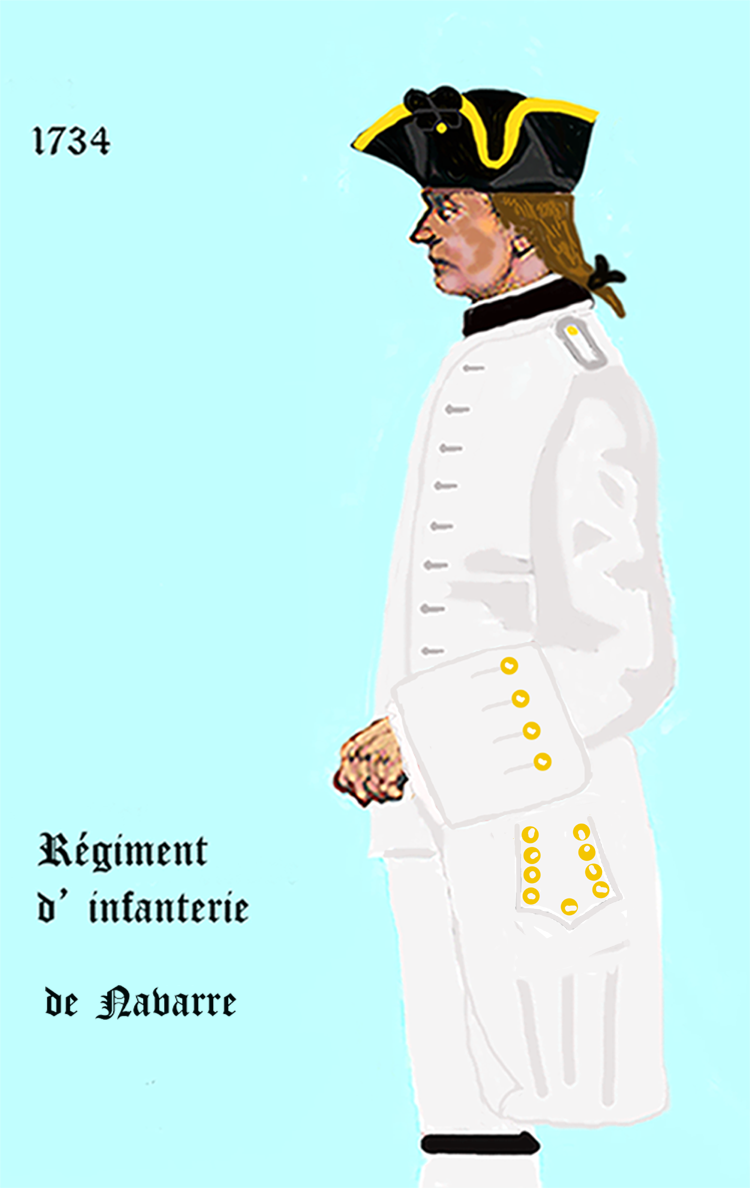
Uniforme du régiment de Navarre de 1734 à 1757.
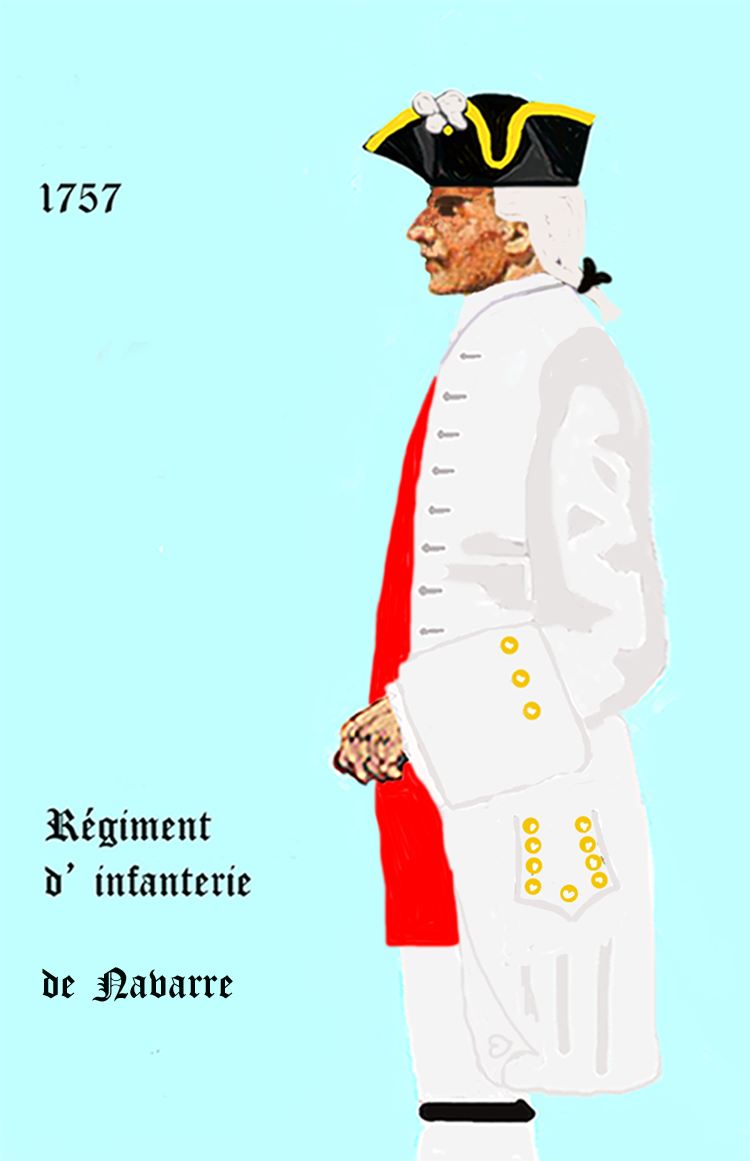
Uniforme du régiment de Navarre de 1757 à 1762.
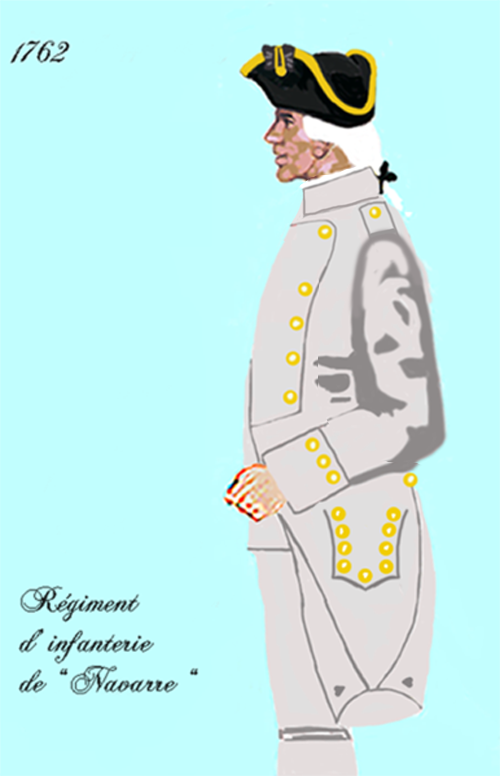
Uniforme du régiment de Navarre de 1762.
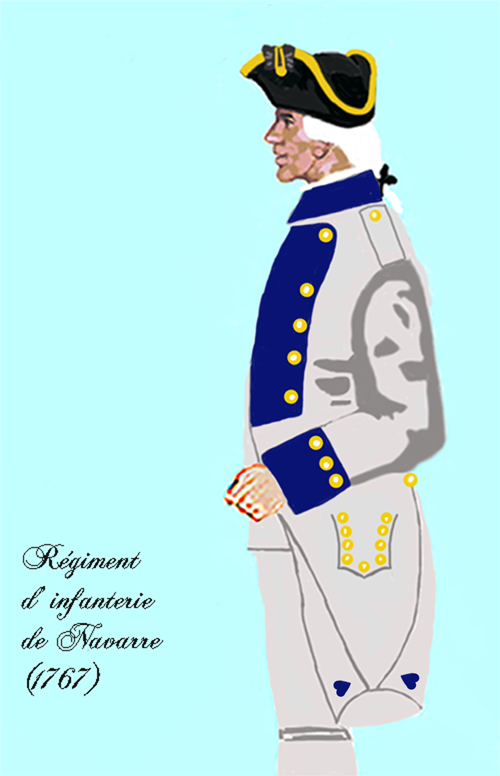
Uniforme du régiment de Navarre de 1767.
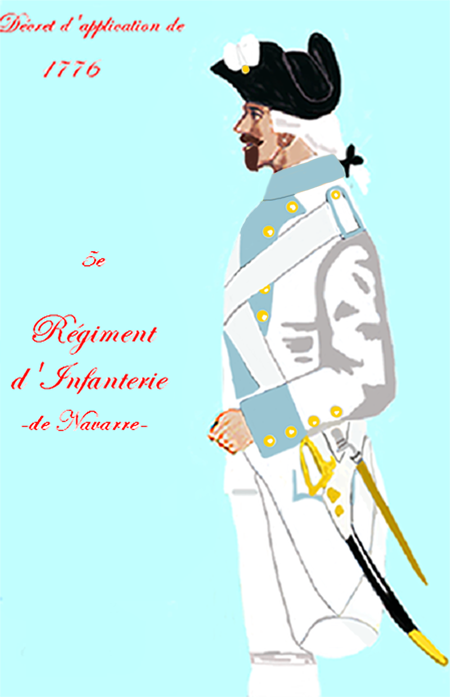
Uniforme du régiment de Navarre de 1776.
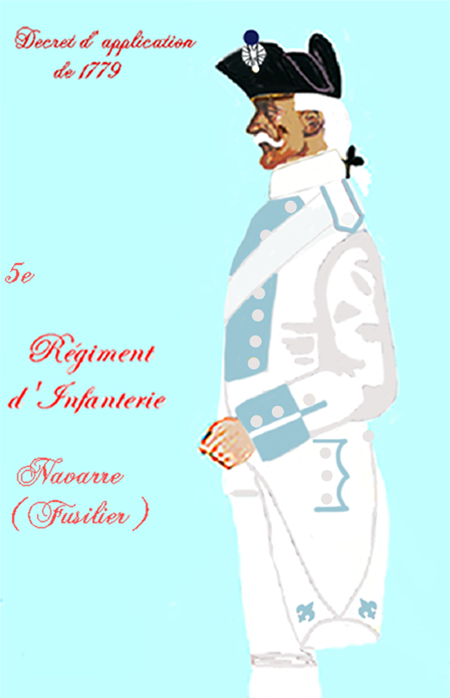
Uniforme du régiment de Navarre de 1779.

### Décorations

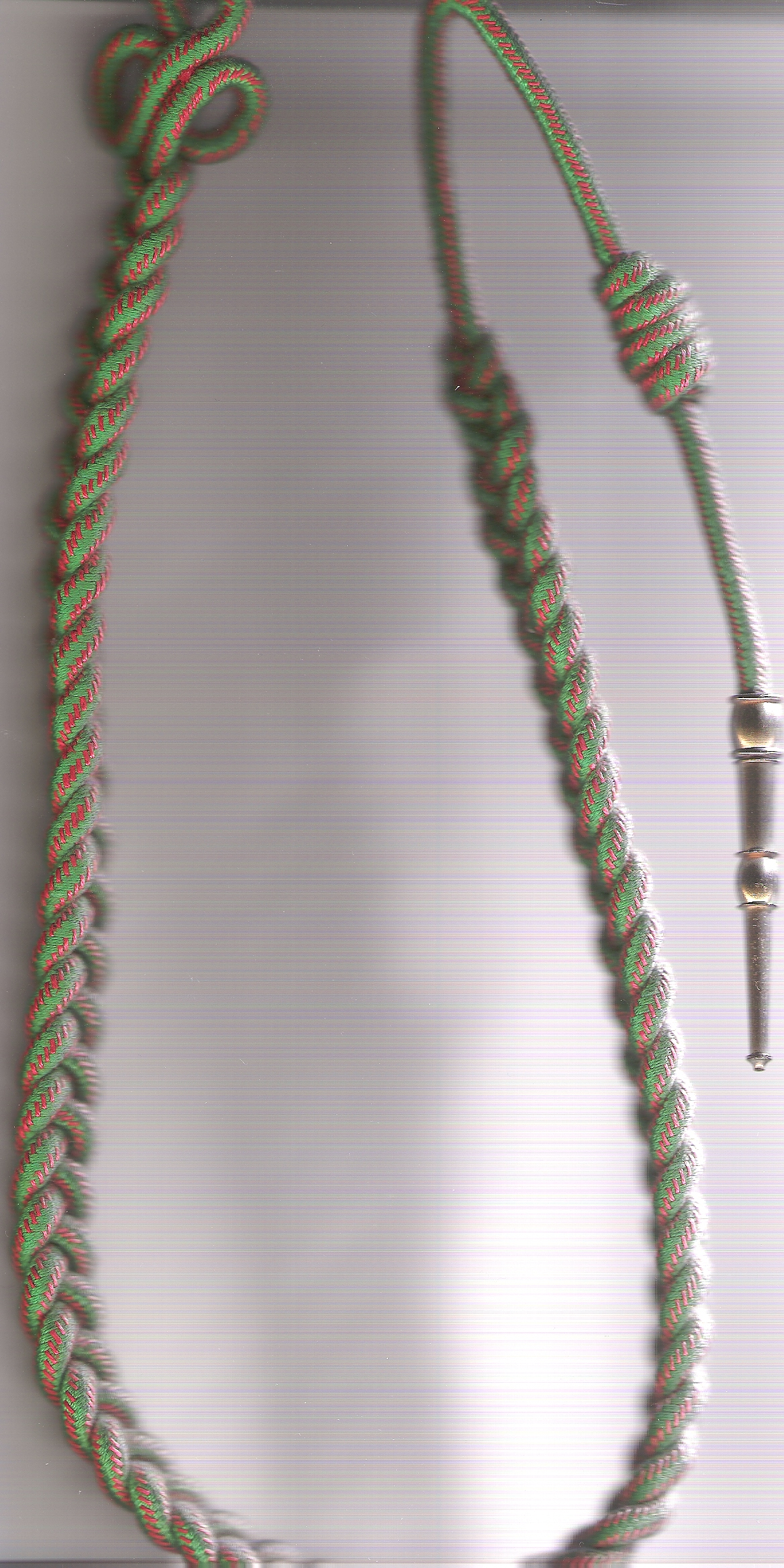
Fourragère aux couleurs du ruban de la croix de guerre 1914-1918.

Sa cravate est décorée de la Croix de guerre 1914-1918 avec trois citations à l'ordre de l'armée et une citation à l'ordre du corps d'armée  et de la Croix de guerre 1939-1945 avec une citation à l'ordre de l'armée .
Il est titulaire de la fourragère aux couleurs du ruban de la croix de guerre 1914-1918.

### Chant
Refrain du régiment :
"Allons prenez vos rangs, allons vite en avant !" (bis)

### Cri de guerre du régiment
"Quid Regimentum ? Navaricum ! Diabolicum !"
("Quel régiment ? Celui de Navarre ! Ils sont diaboliques !")
Son origine vient d'un échange verbal entre l'aumônier du régiment et un officier hessois recevant les derniers sacrements alors que son régiment a été détruit « à la baïonnette » par Navarre au combat de Speyerbach, en 1703.

## Régiments étrangers jumelés
- 1er régiment de chasseurs ardennais (Marche-en-Famenne, Belgique), depuis 1973.
- Royal 22e Régiment (à Québec, Canada), depuis 1982.
- Panzergrenadierbataillon 212 (de) (à Augustdorf, Allemagne), depuis 1993.

## Personnalités ayant servi au sein du5eRI
Trois maréchaux
- Marie-Pierre Kœnig (1898-1970)

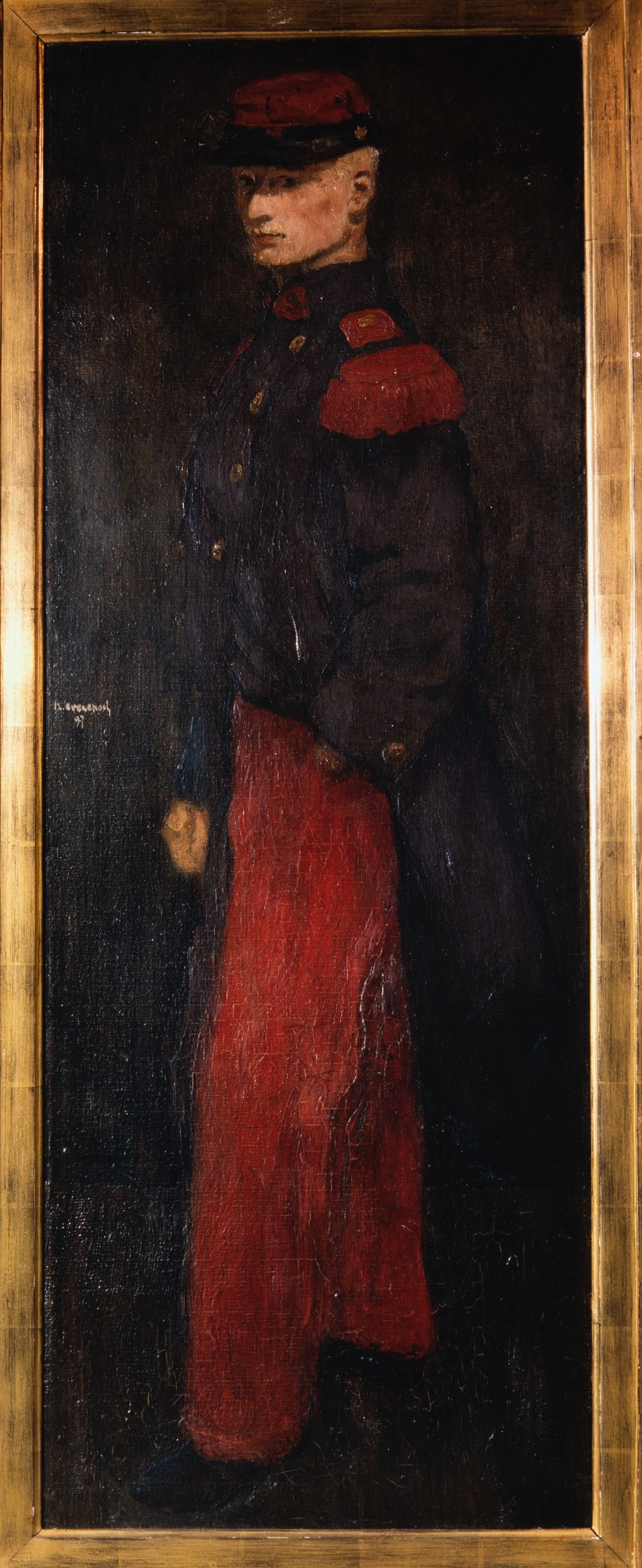
Portrait de Charles Hoffbauer en soldat par Henri Evenepoel, 1897.

- Jean de Lattre de Tassigny (1889-1952)
- Philippe Pétain (1856-1951)

Cinq écrivains de renom
- Le colonel André Brouillard, plus connu sous le pseudonyme de Pierre Nord (1900-1980),
- Pierre Drieu la Rochelle (1893-1945),
- Lucien Osty, alias Jean Lartéguy (1920-2011) : lieutenant puis capitaine,
- Maurice Merleau-Ponty (1908-1961), philosophe
- Gabriel Reuillard (1885-1973)

Deux ministres
- François Chasseigne (1902-1977) : secrétaire d'État du régime de Vichy mais militant communiste pacifiste lors de son service militaire au 5e RI
- Général Adolphe Guillaumat (1863-1940) : ministre de la Guerre

Deux héros de la Résistance
- Pierre Brossolette (1903-1944), capitaine au 5e RI en 1940
- Augustin Hubert (1918-1944), qui donna son nom à une unité de nageurs de combat de la Marine nationale française, mobilisé au 5e RI en 1939

Autres
- Henry Fournier-Foch (1912-2006), commandant le centre d'instruction du 5e RI en 1962 et arrêté pour sympathies avec l'OAS
- Charles Hoffbauer (1875-1957), peintre[12]
- Jean Plumancy (1788-1860), militaire
- François Antoine Teste (1775-1862), général de la Révolution et de l'Empire
- Daniel Vigneux (1912-1946), Compagnon de la Libération
- Jean-Marie Zacchi (né en 1944), peintre de la marine nationale, Président des peintres officiels de l’Armée

## Sources et bibliographie
- CNE C. Barbié de Préaudeau, Navarre, 1494 - 1594 - 1994, des collines de Guyenne aux montagnes de Bosnie-Herzégovine, 1994.
- GAL Craplet, 5 Siècles d'Infanterie française, 1967.
- Citations collectives des régiments d'infanterie 1914-1918.
- André LETAC, Souvenirs de guerre- 1914-1918, (adjudant et sous-lieutenant au 5e RI) introduction et notes par Marie-Josèphe Bonnet, Ed. Corlet, 2010.
- Historiques des corps de troupe de l'armée française (1569-1900), Berger-Levrault (Paris), 1900, 52 p. (lire en ligne)